# Liste der Biografien/Weiss
Liste der Biografien |
Portal Biografien |
Personensuche
# |
A |
B |
C |
D |
E |
F |
G |
H |
I |
J |
K |
L |
M |
N |
O |
P |
Q |
R |
S |
T |
U |
V |
W |
X |
Y |
Z |
?
 
Wa |
Wc |
Wd |
We |
Wh |
Wi |
Wj |
Wl |
Wn |
Wo |
Wr |
Ws |
Wt |
Wu |
Ww |
Wy |
Wz
 
Wea |
Web |
Wec |
Wed |
Wee |
Wef |
Weg |
Weh |
Wei |
Wej |
Wek |
Wel |
Wem |
Wen |
Weo |
Wep |
Wer |
Wes |
Wet |
Weu |
Wev |
Wew |
Wex |
Wey |
Wez
 
Weia |
Weib |
Weic |
Weid |
Weie |
Weif |
Weig |
Weih |
Weij |
Weik |
Weil |
Weim |
Wein |
Weip |
Weir |
Weis |
Weit |
Weix |
Weiz
 
Weisb |
Weisc |
Weisd |
Weise |
Weisf |
Weisg |
Weish |
Weisi |
Weisk |
Weisl |
Weism |
Weisn |
Weisp |
Weisr |
Weiss |
Weist |
Weisw |
Weisz
Die Liste der Biografien führt alle Personen auf, die in der deutschsprachigen Wikipedia einen Artikel haben. Dieses ist eine Teilliste mit 947 Einträgen von Personen, deren Namen mit den Buchstaben „Weiss“ beginnt.

## Weiss

### Weiss (
- Weiss (UK), britischer DJ und Musikproduzent

### Weiss F
- Weiß Ferdl (1883–1949), bayerischer Volkssänger und -schauspielerWeiß Ferdl (1883–1949)

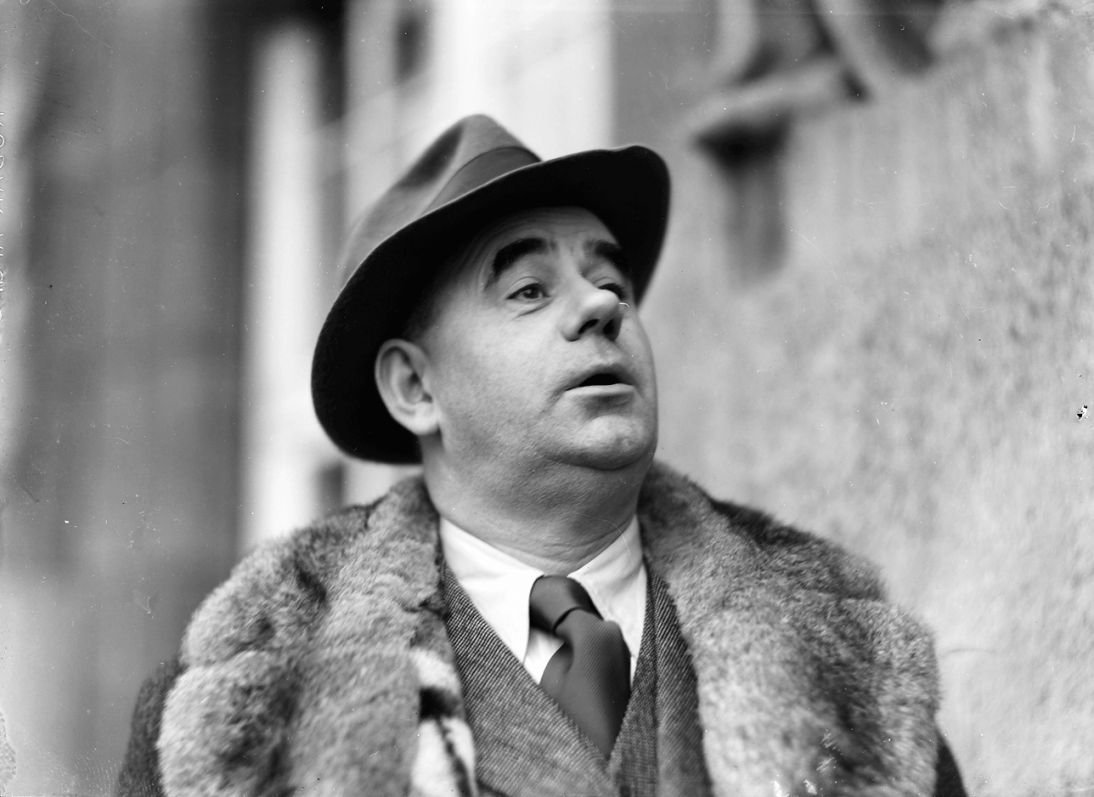
Weiß Ferdl (1883–1949)

### Weiss V
- Weiß von Limpurg, Konrad (1536–1575), deutscher Späthumanist
- Weiß von Starkenfels, Alois (1847–1895), österreichischer Gutsbesitzer, Heraldiker und Genealoge

### Weiss, A – Weiss, Z

#### Weiss, A
- Weiß, Adam († 1534), evangelischer Theologe und Reformator
- Weiss, Adi (* 1975), österreichischer Modeexperte
- Weiss, Adolf (1837–1894), österreichischer Astronom
- Weiss, Alarich (1925–1995), deutscher Physikochemiker und Hochschullehrer
- Weiss, Albert Maria (1844–1925), deutscher katholischer Theologe
- Weiss, Alberto (* 1991), französischer Jazzmusiker (Gitarre)
- Weiß, Albrecht (1890–1961), deutscher Jurist und Nationalökonom
- Weiss, Alex (* 1971), US-amerikanischer Jazzmusiker
- Weiß, Alexander (* 1968), deutscher Althistoriker
- Weiß, Alexander (* 1987), deutscher Eishockeyspieler
- Weiss, Alexander von (1840–1921), deutsch-baltischer Ingenieur, Gutsbesitzer und Politiker
- Weiss, Alfred (1890–1974), österreichischer Unternehmer und Schlossherr
- Weiss, Alma (1907–2001), deutsch-amerikanische Pianistin und Überlebende der NS-Judenverfolgung
- Weiß, Alois (1906–1969), deutscher Henker
- Weiss, Andi (* 1977), deutscher Liedermacher und Autor christlicher Musik und LiteraturAndi Weiss (* 1977)

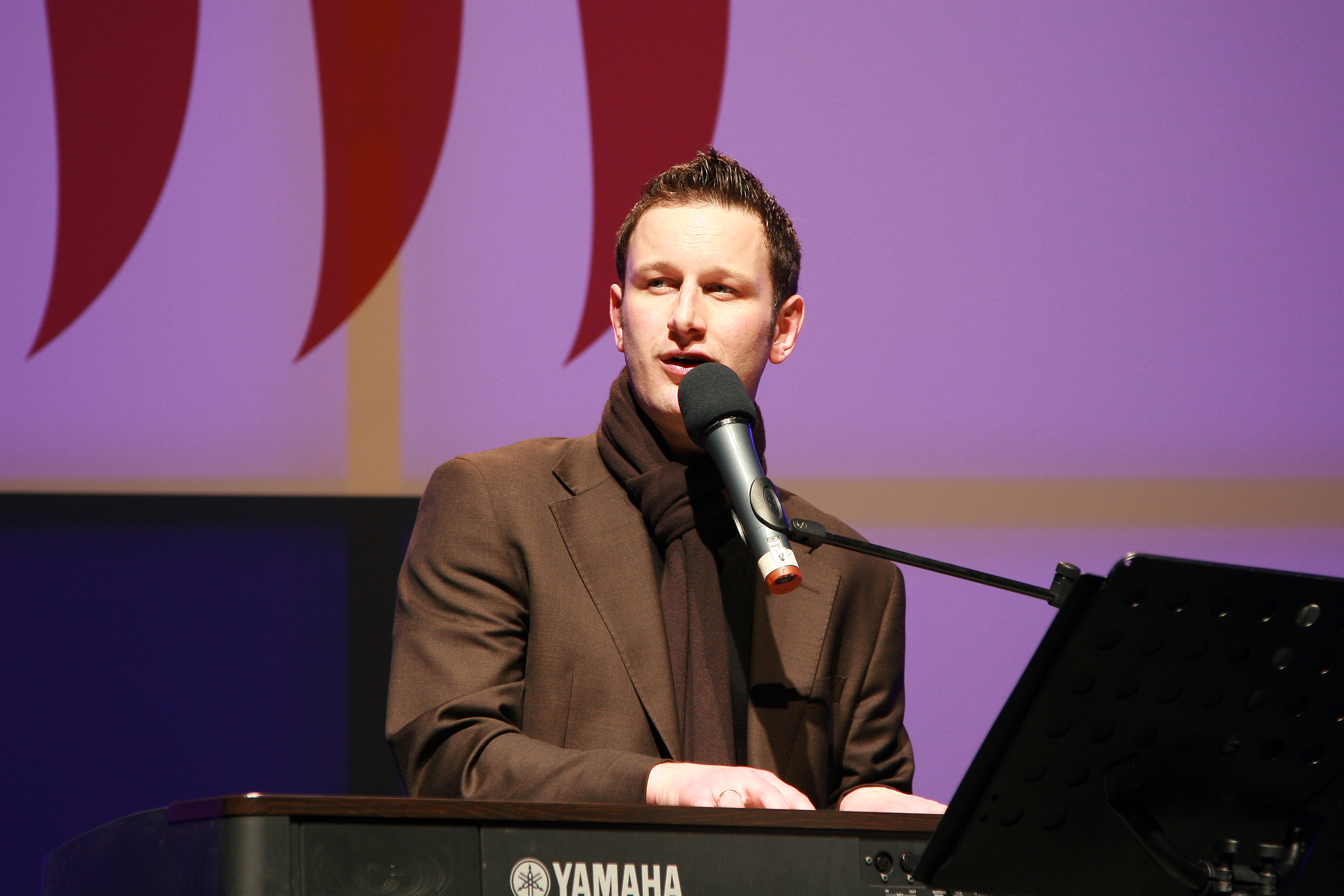
Andi Weiss (* 1977)

- Weiss, André (1858–1928), französischer Jurist, Richter und Vizepräsident am Ständigen Internationalen Gerichtshof (1922–1928)
- Weiß, André (* 1983), deutscher Fußballspieler
- Weiss, Andrea (* 1956), US-amerikanische Dokumentarfilmerin, Autorin und Kulturhistorikerin
- Weiß, Andreas (1596–1670), deutscher Orgelbauer
- Weiss, Andreas (1713–1792), Schweizer Rechtswissenschafter
- Weiß, Andreas († 1807), oberpfälzer Orgelbauer
- Weiss, Andreas (* 1952), deutscher Dirigent
- Weiß, Andreas (* 1954), deutscher römisch-katholischer Geistlicher und Jurist
- Weiß, Andreas (* 1968), deutscher Filmemacher, Autor, Regisseur und Produzent
- Weiß, Andreas G. (* 1986), österreichischer katholischer Theologe, Philosoph, Religionswissenschaftler, Erwachsenenbildner und Autor
- Weiss, Angelo (* 1969), italienischer Skirennläufer
- Weiß, Anita (* 1955), deutsche Leichtathletin
- Weiß, Anna (* 1998), deutsche FußballspielerinAnna Weiß (* 1998)

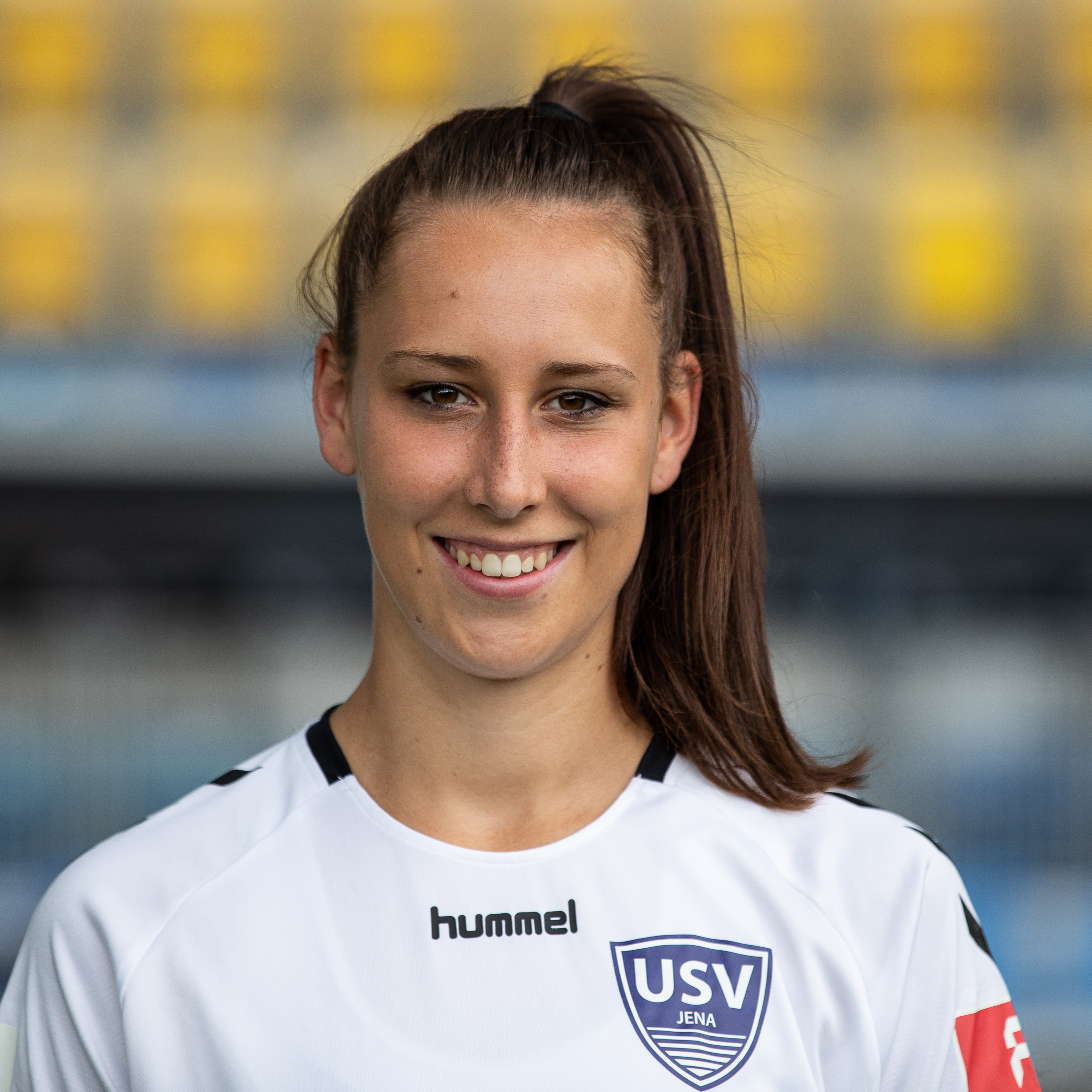
Anna Weiß (* 1998)

- Weiss, Anne (* 1974), deutsche Sachbuchautorin
- Weiß, Annette (* 1968), deutsche Fußballspielerin und Leichtathletin
- Weiß, Anton, bayerischer Handwerker und Politiker
- Weiß, Armin (1927–2010), deutscher Chemiker, Aktivist und Politiker (parteilos), MdL
- Weiss, Arthur (1912–1980), US-amerikanischer Drehbuchautor und Fernsehproduzent
- Weiss, Arthur (* 1953), US-amerikanischer Mediziner (Immunologe)
- Weiß, August (1832–1927), deutscher Schaumweinhersteller und Politiker (DP), MdR
- Weiß, August (1861–1941), deutscher Pianist, Komponist, Pädagoge und Musikprofessor
- Weiß, Axel (* 1958), deutscher Grafikdesigner, Illustrator, Kunstpädagoge

#### Weiss, B
- Weiss, Barbara (1960–2016), deutsche Galeristin
- Weiß, Bardo (1934–2018), deutscher römisch-katholischer Theologe
- Weiss, Bari (* 1984), US-amerikanische Journalistin und Autorin
- Weiß, Bartholomäus Ignaz (1730–1814), deutscher Maler
- Weiß, Beatrice (* 1998), österreichische Triathletin
- Weiss, Benjamin (* 1941), israelischer Mathematiker
- Weiß, Bernd (* 1968), deutscher Politiker (CSU), MdL
- Weiss, Bernhard (1827–1918), deutscher evangelischer Theologe und Neutestamentler, Hochschullehrer und Rektor
- Weiß, Bernhard (1880–1951), deutscher Jurist und Polizeivizepräsident in Berlin zur Zeit der Weimarer RepublikBernhard Weiß (1880–1951)

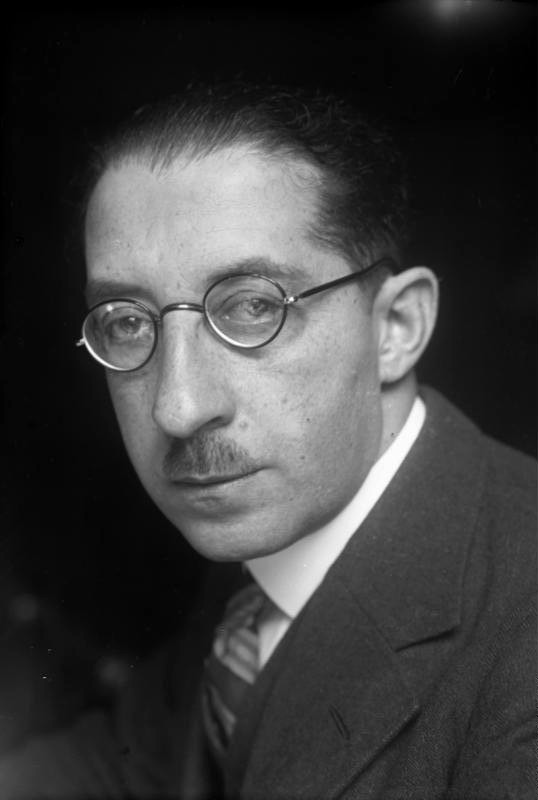
Bernhard Weiß (1880–1951)

- Weiss, Bernhard (1904–1973), deutscher Wirtschaftsfunktionär
- Weiss, Bernhard (* 1959), deutscher Fußballtrainer und Fußballspieler
- Weiß, Bernhard (* 1964), deutscher Rockmusiker
- Weiß, Bettina (* 1966), deutsche Schauspielerin und Synchronsprecherin
- Weiss, Betty (1959–2009), französische Sportfunktionärin
- Weiß, Bianca (* 1968), deutsche Hockeyspielerin
- Weiss, Birte (* 1941), dänische Journalistin und Politikerin
- Weiß, Birte (* 1971), deutsche Fußballnationalspielerin
- Weiss, Bradley (* 1989), südafrikanischer Triathlet
- Weiss, Branco (1929–2010), Schweizer Unternehmer und Mäzen
- Weiss, Brant (* 1995), US-amerikanischer American-Football-Spieler
- Weiss, Brigitta (1949–2013), deutsche Schriftstellerin
- Weiß, Burkhardt (* 1980), deutscher Fernsehmoderator und Journalist

#### Weiss, C
- Weiß, Carina (* 1953), deutsche Klassische Archäologin
- Weiß, Carl (1786–1863), deutscher Gutsbesitzer, Gutspächter und Politiker
- Weiss, Carl (1906–1935), US-amerikanischer Arzt
- Weiss, Carl (1925–2018), deutscher Journalist
- Weiss, Carl Friedrich (1901–1981), deutscher Physiker
- Weiß, Carl Jakob Christian (1809–1889), deutscher Önologe und Unternehmer
- Weiß, Carmen (* 1968), deutsche Fußballnationalspielerin
- Weiß, Carola (* 1975), deutsche Squashspielerin
- Weiß, Catharina (* 2000), deutsche RollstuhlbasketballspielerinCatharina Weiß (* 2000)

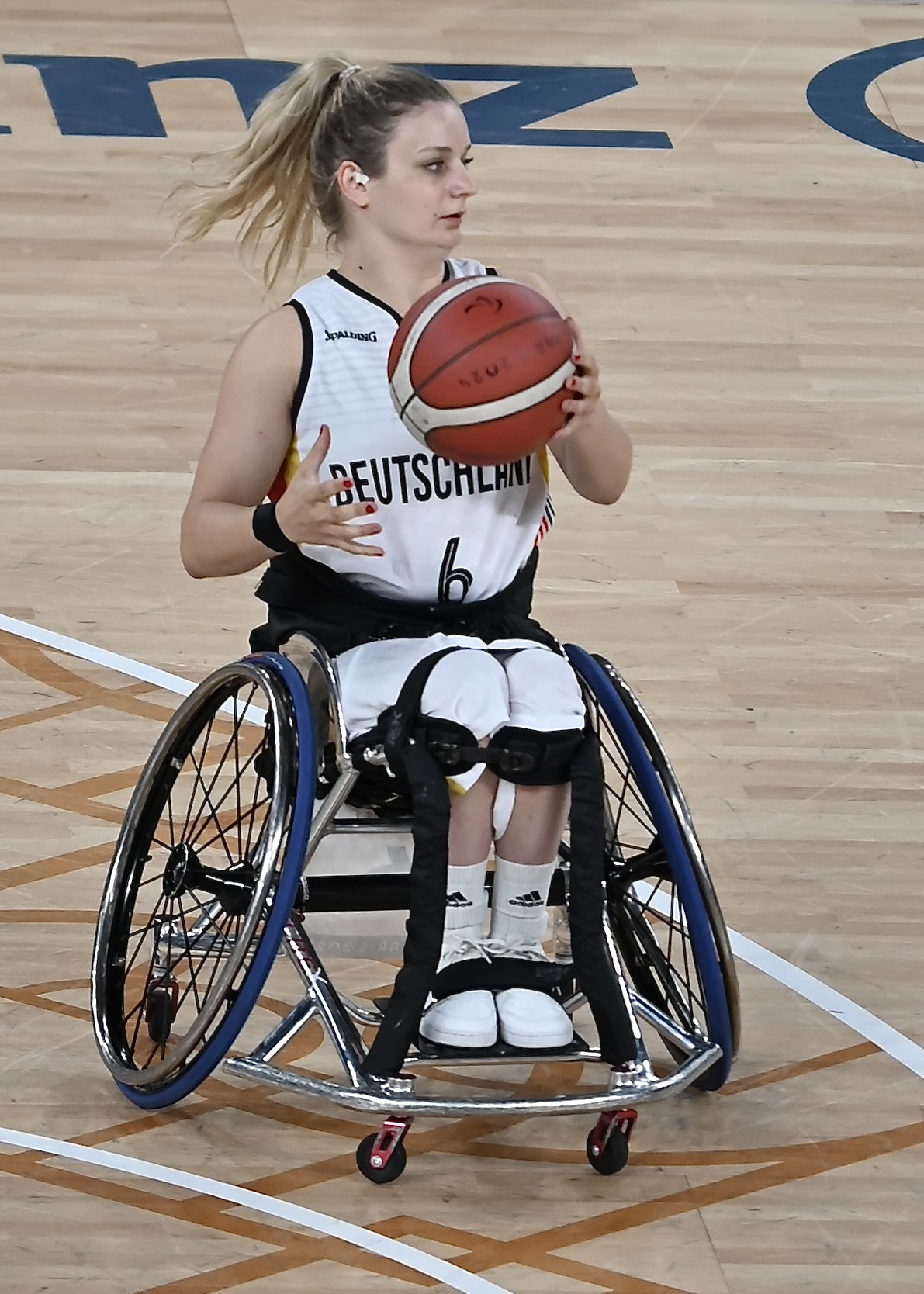
Catharina Weiß (* 2000)

- Weiss, Čeněk (1875–1938), tschechoslowakischer Generalmajor
- Weiss, Charlotte (1870–1961), Schweizer Malerin
- Weiss, Charly (1939–2009), deutscher Schlagzeuger, Schauspieler und Performance-Künstler
- Weiss, Chela (1947–2004), französischer Jazzmusiker
- Weiss, Christian (1774–1853), deutscher Philosoph und Pädagoge
- Weiß, Christian (1882–1930), deutscher Jurist und Politiker, Oberbürgermeister von Ludwigshafen am Rhein (1920–1930)
- Weiß, Christian (1898–1977), deutscher Kommunalpolitiker (SPD)
- Weiss, Christian Ernst (1833–1890), deutscher Geologe, Mineraloge und Paläobotaniker
- Weiß, Christian H. (* 1977), deutscher Mathematiker
- Weiss, Christian Samuel (1780–1856), deutscher Mineraloge und Kristallograph
- Weiss, Christina (* 1953), deutsche Journalistin und Politikerin (parteilos)Christina Weiss (* 1953)

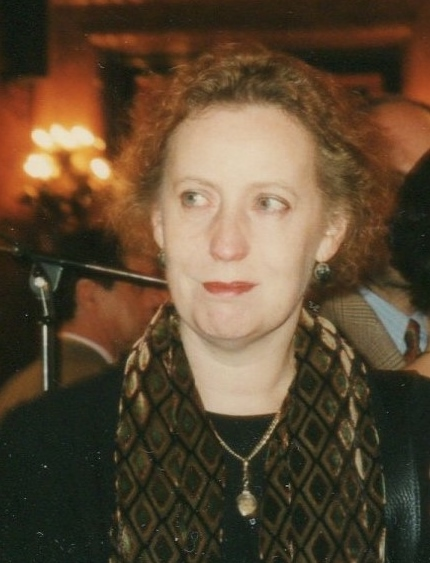
Christina Weiss (* 1953)

- Weiß, Christoph (1813–1883), deutscher Kunstdrechsler und Schriftsteller
- Weiss, Christoph (* 1965), deutscher Unternehmer und Politiker (CDU)
- Weiss, Christoph (* 1984), österreichischer römisch-katholischer Priester und Generalvikar der Diözese St. Pölten
- Weiss, Chuck E. (1945–2021), US-amerikanischer Songwriter, Schlagzeuger und Sänger
- Weiss, Claudia (* 1967), deutsche Schriftstellerin und Historikerin
- Weiss, Claudia (* 1975), deutsche Politikerin (AfD), MdB
- Weiß, Claus-Erich (* 1933), deutscher Jurist und Politiker (SPD)
- Weiss, Clemens (* 1955), deutscher Künstler
- Weiß, Constantin von (1877–1959), deutschbaltischer Offizier und kaiserlich-russischer Oberst
- Weiss, Cornelius (1933–2020), deutscher Wissenschaftler und Politiker (SPD), MdL

#### Weiss, D
- Weiss, D. B. (* 1971), US-amerikanischer Buch- und Drehbuchautor
- Weiss, Dagmar (* 1978), deutsche Fotografin
- Weiss, Dan (* 1977), US-amerikanischer Jazzschlagzeuger und Komponist
- Weiss, Daniel (* 1949), Schweizer Slawist
- Weiss, Daniel (* 1968), deutscher Eiskunstläufer
- Weiß, Daniel (* 1990), deutscher Eishockeyspieler
- Weiss, Daniella (* 1945), israelische Aktivistin der SiedlerbewegungDaniella Weiss (* 1945)

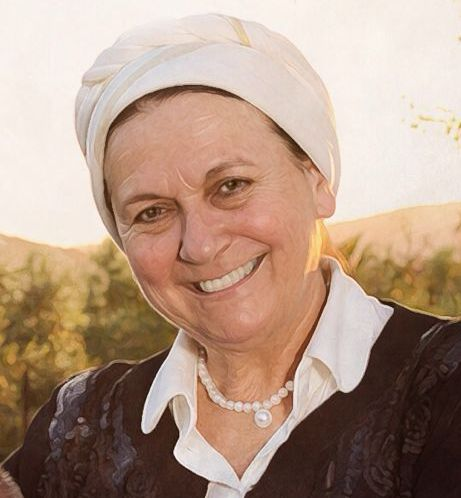
Daniella Weiss (* 1945)

- Weiss, Danino (* 1993), deutscher Jazzmusiker (Piano, Komposition)
- Weiss, David (1946–2012), Schweizer Bildhauer, Photograph, Video- und Installationskünstler
- Weiss, David (* 1964), amerikanischer Jazzmusiker (Trompete, Komposition, Arrangement)
- Weiss, David (* 1992), deutscher Jazzmusiker (Akkordeon)
- Weiss, David G. L. (* 1978), österreichischer Schriftsteller
- Weiss, David S., US-amerikanischer Physiker
- Weiss, Dieter (1922–2009), deutscher Organist, Dirigent und Kirchenmusiker
- Weiß, Dieter (* 1942), deutscher Fußballspieler
- Weiss, Dieter G. (* 1945), deutscher Physiologe
- Weiß, Dieter J. (* 1959), deutscher HistorikerDieter J. Weiß (* 1959)

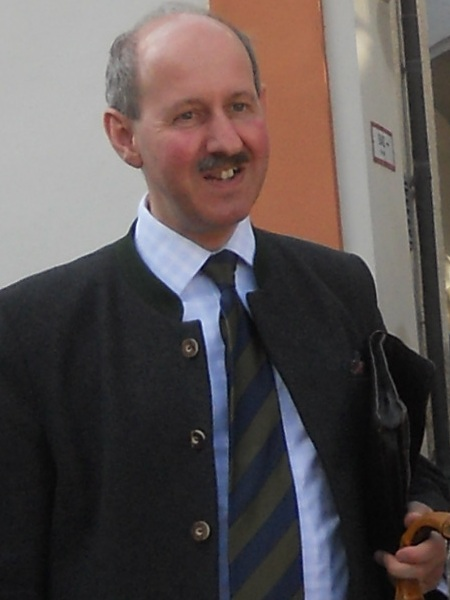
Dieter J. Weiß (* 1959)

- Weiß, Dirk, deutscher Thrash-Metal-Sänger
- Weiß, Dominik (* 1989), deutscher Handballspieler
- Weiss, Doug (* 1965), US-amerikanischer Jazzmusiker

#### Weiss, E
- Weiß, Eberhard (1949–2006), deutscher Fernsehmoderator und Regisseur für Tierfilme
- Weiss, Edmund (1837–1917), österreichischer Astronom
- Weiss, Edoardo (1889–1970), italienischer Facharzt für Neurologie und Psychiatrie, Autor, Psychoanalytiker
- Weiß, Eduard (1870–1950), deutscher Kommunalpolitiker
- Weiß, Egbert (1931–2022), deutscher Jurist, Richter am Kammergericht, Studentenhistoriker
- Weiß, Egon (1880–1953), österreichischer Rechtswissenschaftler
- Weiss, Eisik Hirsch (1815–1905), jüdischer Gelehrter, Talmudforscher, Historiker
- Weiß, Ella (1910–1995), deutsche Politikerin (SPD), MdL
- Weiss, Emanuel (1906–1944), US-amerikanischer Gangster in New York City
- Weiss, Emil (1896–1965), Illustrator und Karikaturenzeichner
- Weiß, Emil Rudolf (1875–1942), deutscher Typograf, Grafiker, Maler, Lehrer und Dichter
- Weiß, Emma (1903–1988), deutsche Politikerin (SED)
- Weiß, Emma (* 2000), deutsche Freestyle-Skisportlerin
- Weiß, Erhard (1914–1957), deutscher Wasserspringer
- Weiß, Erich (1939–2020), deutscher Geodät und Hochschullehrer für Bodenordnung und Bodenwirtschaft
- Weiss, Erich (* 1947), österreichischer Fernsehjournalist
- Weiß, Ernst (1828–1871), deutscher Opernsänger (Bariton/Tenor), Schauspieler und Theaterregisseur
- Weiß, Ernst (1882–1940), österreichischer Arzt und Schriftsteller jüdischen GlaubensErnst Weiß (1882–1940)

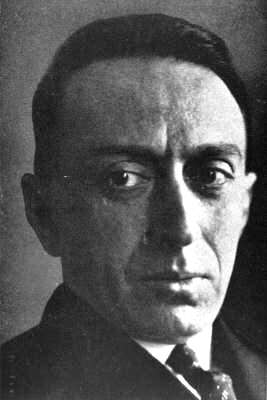
Ernst Weiß (1882–1940)

- Weiß, Ernst (1911–1998), deutscher Politiker (SPD), MdHB
- Weiss, Ernst (1912–1997), österreichischer Boxer
- Weiß, Ernst (1920–2009), deutscher Maler
- Weiß, Ernst August (1900–1942), deutscher Mathematiker
- Weiß, Erwin (1899–1979), deutscher Maler und Grafiker
- Weiss, Erwin (1912–2004), österreichischer Komponist
- Weiss, Erwin (1926–2019), deutscher Chemiker und Hochschullehrer
- Weiss, Erwin (1930–2017), deutscher Staatsrat
- Weiss, Erwin (1934–2008), deutscher Sänger aus dem Ruhrgebiet
- Weiss, Eugen Robert (1863–1933), deutscher Opernsänger (Bariton) und Gesangspädagoge
- Weiß, Ev-Katrin (* 1962), deutsche Schauspielerin
- Weiss, Evelyn (1938–2007), deutsche Kunsthistorikerin

#### Weiss, F
- Weiß, Fabian (* 1992), deutscher Fußballspieler
- Weiss, Fabian (* 2002), Schweizer Radsportler
- Weiß, Ferdinand (1814–1878), deutscher Porträt-, Miniatur- und Genremaler, Zeichner, Stahlstecher und Illustrator der Düsseldorfer Schule
- Weiss, Ferdinand (1933–2022), österreichischer Komponist und Dirigent
- Weiß, Fidelis (1882–1923), deutsche Franziskanerin und Mystikerin
- Weiss, Florence (* 1945), schweizerische Ethnologin, Ethnopsychoanalytikerin und Fotografin
- Weiss, Florian (* 1976), deutscher Journalist, Radio- und FernsehmoderatorFlorian Weiss (* 1976)

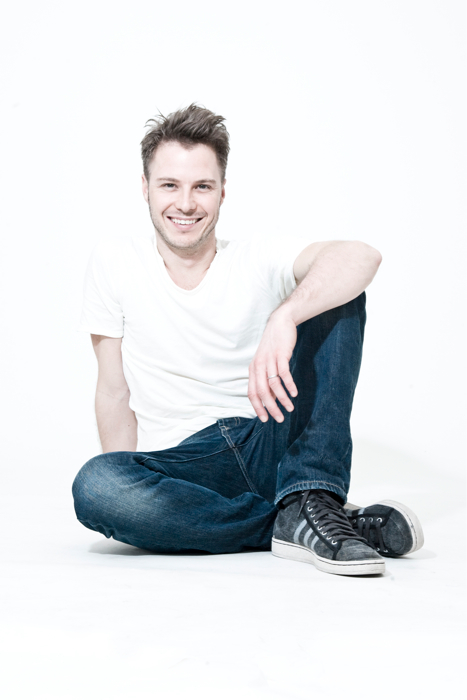
Florian Weiss (* 1976)

- Weiss, Florian (* 1989), österreichischer Fußballspieler
- Weiss, Florian (* 1991), Schweizer Jazzmusiker (Posaune, Komposition)
- Weiss, Francis (1893–1982), britischer Rauchwarenhändler und Autor
- Weiss, François Rodolphe de (1751–1818), Schweizer Politiker, Schriftsteller und Offizier
- Weiß, Frank-Peter (* 1951), deutscher Physiker
- Weiß, Franz (1778–1830), österreichischer Bratschist und Komponist
- Weiß, Franz (1868–1946), deutscher Apotheker
- Weiß, Franz (1887–1974), deutscher Agrarwissenschaftler und Politiker (CDU), MdB
- Weiß, Franz (1892–1985), katholischer Pfarrer und Widerstandskämpfer gegen das NS-Regime
- Weiß, Franz (1900–1979), deutscher Politiker (BP, CSU)
- Weiß, Franz (1903–1981), deutscher Maler
- Weiss, Franz (1921–2014), österreichischer MalerFranz Weiss (1921–2014)

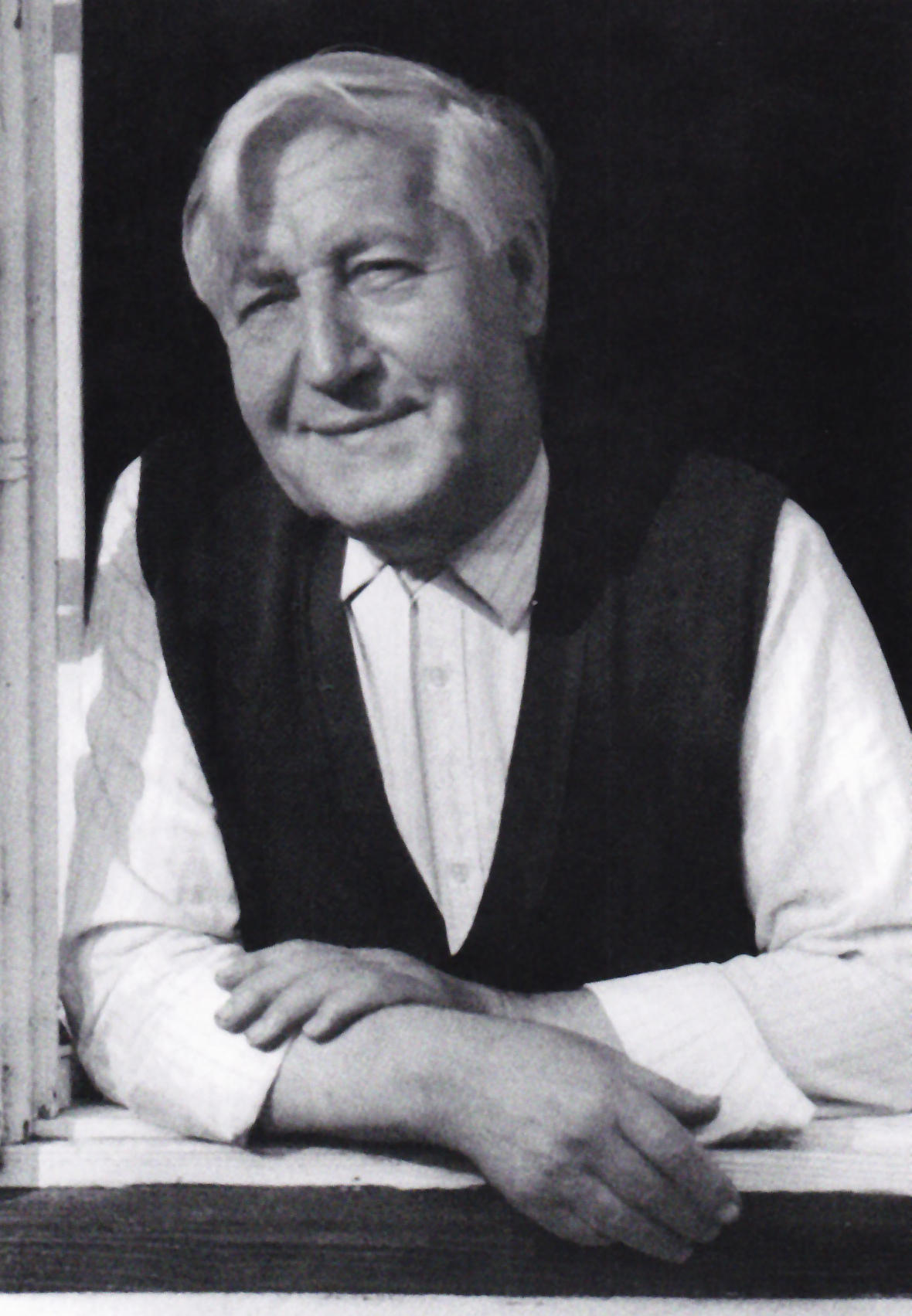
Franz Weiss (1921–2014)

- Weiß, Franz (* 1944), deutscher Fußballspieler
- Weiß, Franz (* 1952), österreichischer Maler und Kunsterzieher
- Weiß, Franz Anton (1729–1784), deutscher Maler
- Weiss, Franz Xaver (1885–1956), österreichisch-tschechoslowakischer Wirtschaftswissenschaftler
- Weiss, Franz-Rudolf von (1885–1960), Schweizer Diplomat
- Weiß, Frauke (* 1946), deutsche Politikerin (CDU), MdL
- Weiss, Fredda (* 1941), US-amerikanische Filmproduzentin
- Weiß, Frieda (1907–1984), deutsche Politikerin (SED)
- Weiss, Frieder (* 1960), deutscher Ingenieur, Projektionsdesigner und Hochschullehrer
- Weiss, Friedl (* 1946), österreichischer Rechtswissenschafter
- Weiß, Friedrich Anton (1840–1916), deutscher Dessinateur
- Weiss, Fritz (1919–1944), tschechischer Bandleader des Jazz
- Weiss, Fritz Max (1877–1955), deutscher Diplomat

#### Weiss, G
- Weiß, G., bayerischer Politiker
- Weiß, Gabriel (* 1866), österreichischer Pfarrer und Politiker, Landtagsabgeordneter
- Weiss, Gaia (* 1991), französische SchauspielerinGaia Weiss (* 1991)

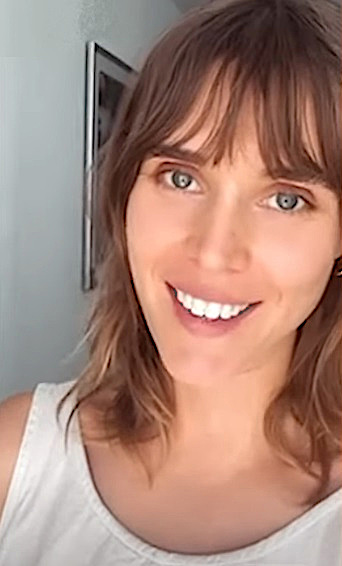
Gaia Weiss (* 1991)

- Weiss, Gallo (* 1963), französischer Gitarrist des Gypsy-Jazz
- Weiß, Gaspare (1772–1852), italienischstämmiger Kunsthändler und Verleger
- Weiss, Gebhardt (* 1946), deutscher Diplomat
- Weiß, Georg (1885–1951), deutscher Pädagoge
- Weiss, Georg (* 1986), österreichischer Kameramann
- Weiß, Georg Fritz (1822–1893), deutscher Opernsänger (Bass), Schauspieler sowie Übersetzer
- Weiß, Georg Philipp (1741–1822), deutscher Bäckermeister und Getreidehändler
- Weiss, George David (1921–2010), US-amerikanischer Komponist
- Weiß, Gerald (1945–2022), deutscher Politiker (CDU), MdL, MdB
- Weiß, Gerald (1960–2018), deutscher Leichtathlet
- Weiß, Gerd (* 1949), deutscher Denkmalpfleger
- Weiss, Gerhard (1919–1986), deutscher Politiker (SED), MdV
- Weiß, Gerhard (* 1941), deutscher Fußballspieler
- Weiss, Giovanni (* 1980), deutscher JazzgitarristGiovanni Weiss (* 1980)

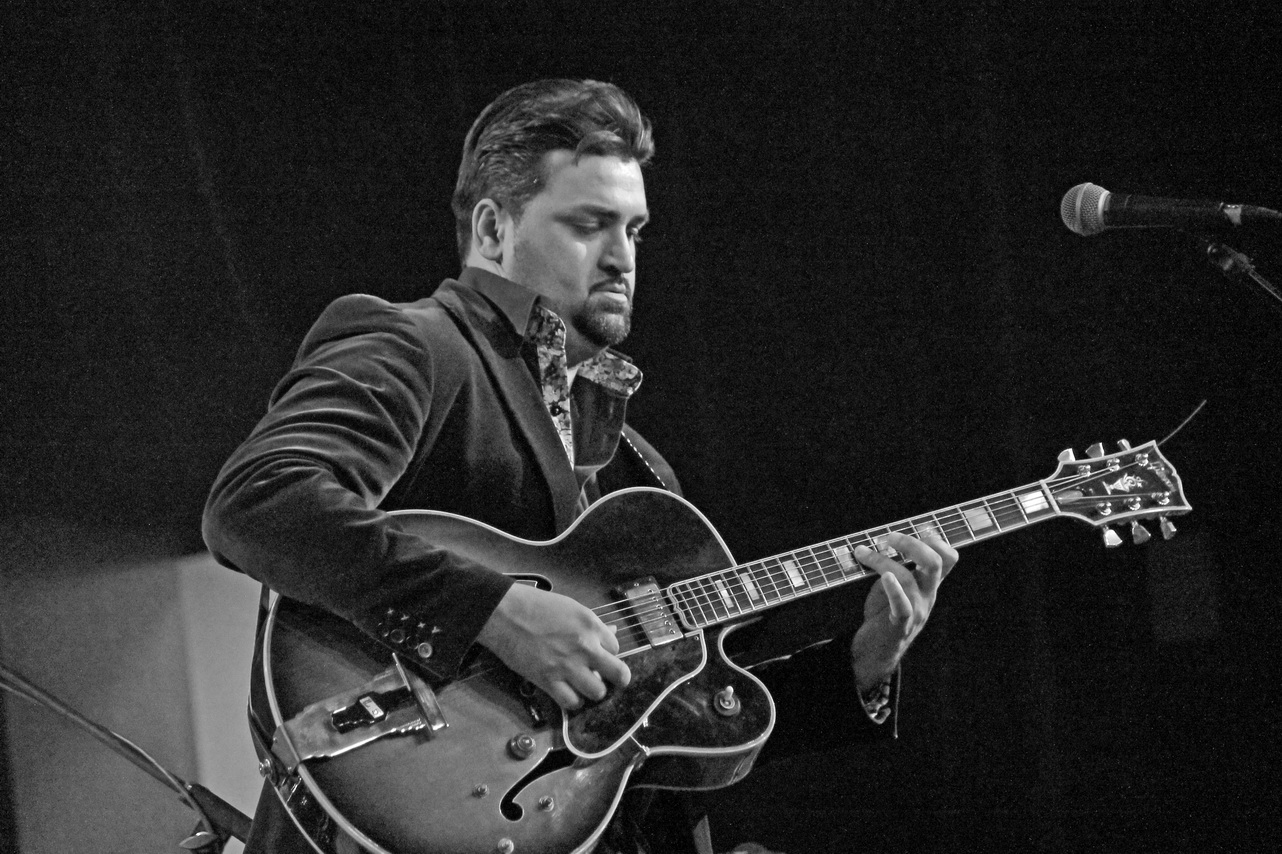
Giovanni Weiss (* 1980)

- Weiss, Gisela (1891–1975), österreichische Astronomin
- Weiß, Gisela (* 1943), deutsche Schwimmerin
- Weiss, Gottfried (1659–1697), deutscher lutherischer Theologe und Hochschullehrer
- Weiss, Gottfried (1892–1956), Schweizer Rechtswissenschaftler
- Weiss, Gottlieb (* 1987), deutscher Amateurboxer
- Weiß, Gregor (* 1981), deutscher Wirtschaftswissenschaftler und Mathematiker
- Weiss, Guido (1822–1899), deutscher demokratisch orientierter Publizist und Mediziner
- Weiss, Guido (1928–2021), US-amerikanischer Mathematiker
- Weiß, Gunnar (* 1956), deutscher Fußballspieler
- Weiß, Gunter (* 1946), österreichischer Mathematiker und Professor für Geometrie/Differentialgeometrie der TU Dresden
- Weiß, Günther (1933–2007), deutscher Musikwissenschaftler, Dirigent, Musiker und Hochschullehrer
- Weiss, Günther (* 1935), deutscher Radrennfahrer
- Weiß, Günther (* 1955), deutscher Fußballspieler
- Weiss, Gustav (1886–1961), deutscher Kameramann
- Weiss, Gustav (1901–1959), deutscher Syndikus und Politiker (DP), MdBB

#### Weiss, H
- Weiss, Hannah (* 1992), deutsche Jazzmusikerin (Gesang, Komposition) und Schauspielerin
- Weiss, Hans (1910–1985), deutscher Radrennfahrer
- Weiß, Hans (1912–1992), deutscher Antifaschist, Journalist und Politiker (KPD, SED)
- Weiß, Hans (1914–1984), deutscher Grafiker und Kunstmaler
- Weiß, Hans (1919–2008), deutscher Politiker (CSU), MdL, Oberbürgermeister von Bad Kissingen
- Weiss, Hans (* 1950), österreichischer Journalist, Buchautor und FotografHans Weiss (* 1950)

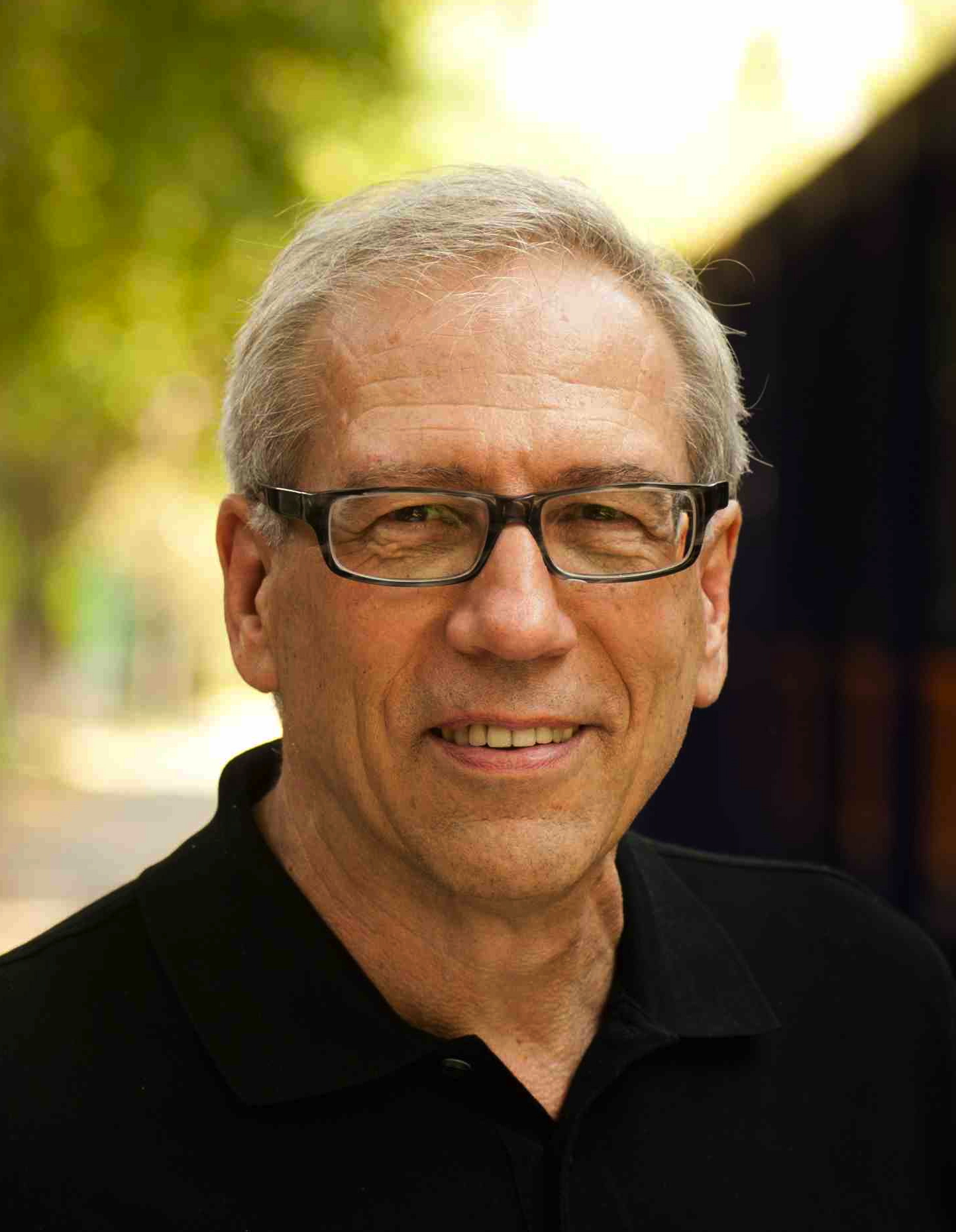
Hans Weiss (* 1950)

- Weiss, Hans Georg (1927–2008), deutscher Politiker (CDU), MdL, Unternehmer
- Weiß, Hans-Friedrich (1929–2016), deutscher Theologe, Religionswissenschaftler, Hochschullehrer, Autor
- Weiss, Hans-Martin (* 1957), deutscher Theologe
- Weiss, Häns’che (1951–2016), deutscher Jazzmusiker und Komponist
- Weiss, Hansgerhard (1902–1982), deutscher Autor
- Weiss, Harald (* 1949), deutscher Komponist, Dirigent und Opernregisseur
- Weiss, Harald (* 1954), österreichischer Unternehmer und Politiker (SPÖ)
- Weiß, Harald (1955–2013), deutscher Journalist
- Weiss, Harry Bischoff (1883–1972), US-amerikanischer Entomologe und Autor
- Weiß, Hartmut (* 1942), deutscher Fußballspieler
- Weiss, Harvey (* 1945), US-amerikanischer Vorderasiatischer Archäologe
- Weiß, Hedwig (1860–1923), deutsche Malerin und Graphikerin zwischen Realismus und Impressionismus
- Weiss, Hedwig (1889–1975), deutsche Reiseschriftstellerin und Kinderbuchautorin
- Weiß, Heinrich (1715–1787), deutscher Räuberhauptmann
- Weiss, Heinrich (1789–1848), Schweizer Politiker
- Weiß, Heinrich (1887–1963), deutscher Widerstandskämpfer gegen den Nationalsozialismus
- Weiss, Heinrich (1893–1966), deutscher Gewerkschafter, Politiker (SPD) und Unternehmer
- Weiss, Heinrich (1920–2020), Schweizer Unternehmer, Techniker und Sammler
- Weiss, Heinrich (* 1942), deutscher Familienunternehmer und Manager
- Weiß, Heinrich Gottlieb (1814–1867), deutscher Gutsbesitzer und Politiker, MdL
- Weiss, Heinz (1921–2010), deutscher Schauspieler
- Weiss, Helene (1898–1951), jüdisch-deutsche Philosophin
- Weiss, Hellmuth (1900–1992), deutsch-estnischer Politiker (NSDAP), Mitglied des Riigikogu, Präsident der Estländischen Deutschen Kulturverwaltung
- Weiss, Helmut (1907–1969), deutscher Schauspieler, Drehbuchautor und Filmregisseur
- Weiß, Helmut (1913–2000), deutscher Schriftsteller
- Weiß, Helmut (* 1957), deutscher Politiker (CSU)
- Weiss, Helmuth (* 1948), österreichischer Politiker (FPÖ), Abgeordneter zum Nationalrat, Mitglied des Bundesrates
- Weiß, Hendrik (* 1965), deutscher Fußballspieler
- Weiß, Herbert (1927–2007), österreichischer Politiker (ÖVP), Mitglied des Bundesrates
- Weiß, Herbert (1948–2007), deutscher Segelflieger
- Weiß, Hermann (1822–1897), deutscher Maler, Kupferstecher und Kostümkundler
- Weiß, Hermann (1833–1914), deutscher evangelischer Theologe
- Weiß, Hermann (1909–1979), österreichischer Eishockeytorwart
- Weiß, Hermann (1932–2015), deutscher Historiker
- Weiss, Hermann Carl (1776–1828), preußischer Landrat des Kreis Sankt Vith
- Weiss, Hilda (1900–1981), deutsch-amerikanische Soziologin und Sozialistin
- Weiß, Hilmar (* 1928), deutscher Parteifunktionär, Abteilungsleiter des ZK der SED
- Weiß, Horst (1917–1967), deutscher Fußballspieler
- Weiß, Horst (* 1937), deutscher Maschinenbauingenieur und Hochschullehrer
- Weiß, Horst (1939–2012), deutscher Kommunalpolitiker, Aktivist der Völkerverständigung zwischen Deutschland und Polen
- Weiß, Horst (* 1953), deutscher surrealistischer Maler
- Weiß, Hugo († 1919), deutscher Architekt und Maurermeister in Weimar
- Weiss, Hymie (1898–1926), Gangster während der Prohibition, Rivale Al Capones

#### Weiss, I
- Weiss, Ida (1925–2009), österreichische Schriftstellerin
- Weiß, Ingo (* 1937), deutscher Kommunal- und Landespolitiker (CSU)
- Weiss, Ingo (* 1963), deutscher Sportfunktionär
- Weiss, Irene (* 1930), tschechoslowakische Holocaustüberlebende

#### Weiss, J
- Weiss, Jan (1892–1972), tschechischer Schriftsteller
- Weiß, Jan-Ulrich (* 1975), deutscher Politiker (AfD)
- Weiss, Jean (1890–1978), deutscher Radrennfahrer
- Weiss, Jeff (1940–2022), US-amerikanischer Schauspieler und Dramatiker
- Weiß, Jennifer (* 1985), deutsche SynchronsprecherinJennifer Weiß (* 1985)

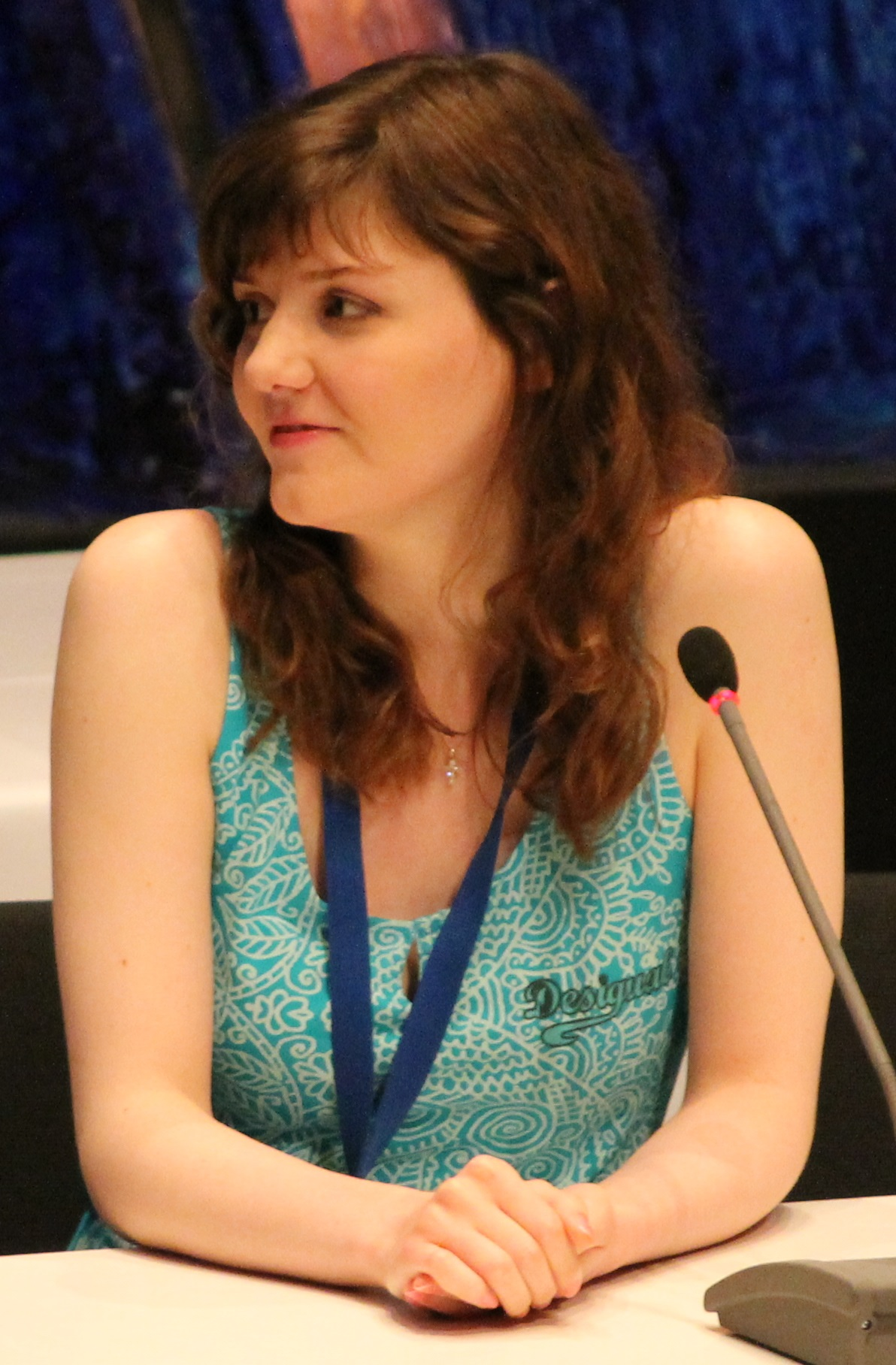
Jennifer Weiß (* 1985)

- Weiß, Jens (* 1968), deutscher Sozialwissenschaftler und Hochschullehrer (Verwaltungswissenschaften)
- Weiß, Jessica (* 1986), deutsche Unternehmerin, Moderatorin, Autorin, Modejournalistin und Gründerin von Journelles
- Weiss, Jiří (1913–2004), tschechischer Drehbuchautor und Filmregisseur
- Weiß, Joachim (1931–2017), deutscher Polizeibeamter, Gewerkschafter und Senator (Bayern)
- Weiß, Jochen (* 1959), deutscher Basketballspieler
- Weiss, Jochen (* 1969), deutscher Lebensmittelwissenschaftler
- Weiß, Johann († 1561), deutscher evangelischer Theologe
- Weiß, Johann (1738–1776), Allgäuer Freskenmaler
- Weiß, Johann Adam (1751–1804), reichsstädtischer Bürgermeister, Maire und Autor
- Weiß, Johann Baptist (1753–1800), deutscher Benediktiner, Priester, Hochschullehrer und Schriftsteller
- Weiß, Johann Baptist von (1820–1899), deutscher Historiker
- Weiß, Johann Christian von (1779–1850), deutscher Textilunternehmer
- Weiß, Johann Christoph (1663–1725), evangelischer Theologe und Rektor des Hofer Gymnasiums
- Weiß, Johann Jacob Daniel (1773–1843), Fabrikant chirurgischer Instrumente
- Weiß, Johann Michael (1648–1726), deutscher lutherischer Theologe
- Weiß, Johann Nikolaus (1702–1783), deutscher Mediziner, Chemiker und Hochschullehrer
- Weiss, Johann Sigismund († 1737), deutscher Komponist und Lautenist
- Weiß, Johannes (1863–1914), evangelischer Theologe
- Weiß, Johannes (* 1941), deutscher Soziologe
- Weiss, Johannes (* 1989), österreichischer Nordischer Kombinierer
- Weiss, Johannes C. (1953–2006), deutscher Journalist und Fernsehproduzent
- Weiss, John Gustav (1857–1943), deutscher Politiker und Historiker
- Weiß, Jojo (* 1969), deutscher Komiker und Entertainer
- Weiß, Jos († 1542), Bürgermeister der Stadt Reutlingen
- Weiss, José (1859–1919), britischer Flugpionier, Maler und Pazifist französischer Herkunft
- Weiss, Josef (1797–1847), österreichischer Arzt
- Weiß, Josef (1862–1934), österreichischer Land- und Gastwirt und Politiker (CSP), Landtagsabgeordneter, Abgeordneter zum Nationalrat
- Weiss, Josef (* 1864), Pianist und Komponist
- Weiss, Josef (1893–1976), deutscher Zeitzeuge des Holocaust
- Weiß, Josef (* 1952), deutscher Fußballspieler
- Weiß, Joseph, deutscher Maler der Renaissance
- Weiss, Joseph (1918–1969), britischer Judaist, Gelehrter der jüdischen Mystik und des Chassidismus
- Weiß, Joseph (* 1959), deutscher Diplomat
- Weiß, Joseph Andreas (1814–1887), deutscher Maler
- Weiss, Joseph Ignaz (* 1722), deutscher Maler
- Weiss, Joseph Joshua (1905–1972), österreichisch-britischer Chemiker und Hochschullehrer
- Weiß, Joseph von (1805–1887), österreichischer Jurist und Landeshauptmann von Salzburg
- Weiss, Judy (* 1972), deutsche Sängerin
- Weiss, Julie (* 1947), US-amerikanische Kostümbildnerin
- Weiss, Jürg (1910–1941), Schweizer Schriftsteller und Bergsteiger
- Weiss, Jürgen (* 1947), österreichischer Politiker (ÖVP), Mitglied des Bundesrates

#### Weiss, K
- Weiss, Karl (1826–1895), österreichischer Archivar
- Weiß, Karl (1854–1925), deutscher römisch-katholischer Geistlicher, Münsterpfarrer in Konstanz, Abgeordneter (Zentrum)
- Weiß, Karl (1876–1956), deutscher Fotograf und Grafiker
- Weiß, Karl (1895–1959), deutscher Oberstudiendirektor und Leiter des Theodor-Heuss-Gymnasium in Heilbronn
- Weiß, Karl (1924–2018), deutscher Zoologe, Imker und Bienenkundler
- Weiß, Karl (1928–2014), deutscher Politiker (SPD), MdL
- Weiß, Karl (1935–2012), deutscher Konteradmiral der Volksmarine
- Weiss, Karl Dieter (* 1955), deutscher Physiker und Hochschullehrer
- Weiss, Karl Günther (1917–2001), deutscher Jurist und Diplomat
- Weiß, Karl Theodor (1872–1945), deutscher Papierhistoriker und Wasserzeichenforscher
- Weiß, Karl-Heinz (1920–2007), deutscher Schauspieler
- Weiss, Karl-Josef (* 1979), österreichischer Beamter, Bezirkshauptmann im Bezirk Hollabrunn
- Weiss, Karl-Ludwig (1947–2009), deutscher Autorennfahrer
- Weiss, Katharina (1834–1911), Schweizer Fotografin
- Weiss, Katharina (* 1990), deutsche Taekwondoin
- Weiß, Katharina (* 1994), deutsche Schriftstellerin und Journalistin
- Weiß, Kathleen (* 1984), deutsche Volleyball-Nationalspielerin
- Weiss, Kenneth (* 1963), US-amerikanischer Pianist, Cembalist, Dirigent und Musikpädagoge
- Weiss, Kerstin (* 1965), deutsche Sozialpädagogin, Politikerin (SPD) und seit 2014 Landrätin des Landkreises Nordwestmecklenburg
- Weiss, Klaus (1927–2014), deutscher Anglist und Amerikanist
- Weiß, Klaus (1932–2009), deutscher Bauingenieur für Grundbau und Bodenmechanik
- Weiss, Klaus (1942–2008), deutscher Jazz-Schlagzeuger
- Weiss, Klaus (1944–2023), deutscher Schauspieler und Hörspielsprecher
- Weiß, Klaus (1944–2000), deutscher Handballspieler und Handballtrainer
- Weiß, Konrad (1863–1943), deutscher Politiker (Freisinnige Volkspartei, DDP), MdR
- Weiß, Konrad (1880–1940), deutscher Dichter
- Weiß, Konrad (1907–1979), deutscher Theologe und Hochschullehrer
- Weiß, Konrad (* 1942), deutscher Filmregisseur, Publizist, Politiker (Bündnis 90/Die Grünen), MdV, MdB und ehemaliger DDR-Bürgerrechtler
- Weiss, Kurt (1895–1966), österreichischer Maler
- Weiß, Kurt (1906–1995), deutscher Hockeyspieler
- Weiss, Kussi (* 1978), deutscher Gitarrist des Gypsy-Jazz

#### Weiss, L
- Weiss, Ladislaus (1946–2020), serbisch-deutscher Kunstmaler
- Weiss, Lara (* 1980), deutsche Ägyptologin und Religionswissenschaftlerin
- Weiss, Larry (1927–2011), US-amerikanischer Musiker (Kornett, Piano) des Oldtime Jazz
- Weiss, Lars (* 1971), dänischer PolitikerLars Weiss (* 1971)

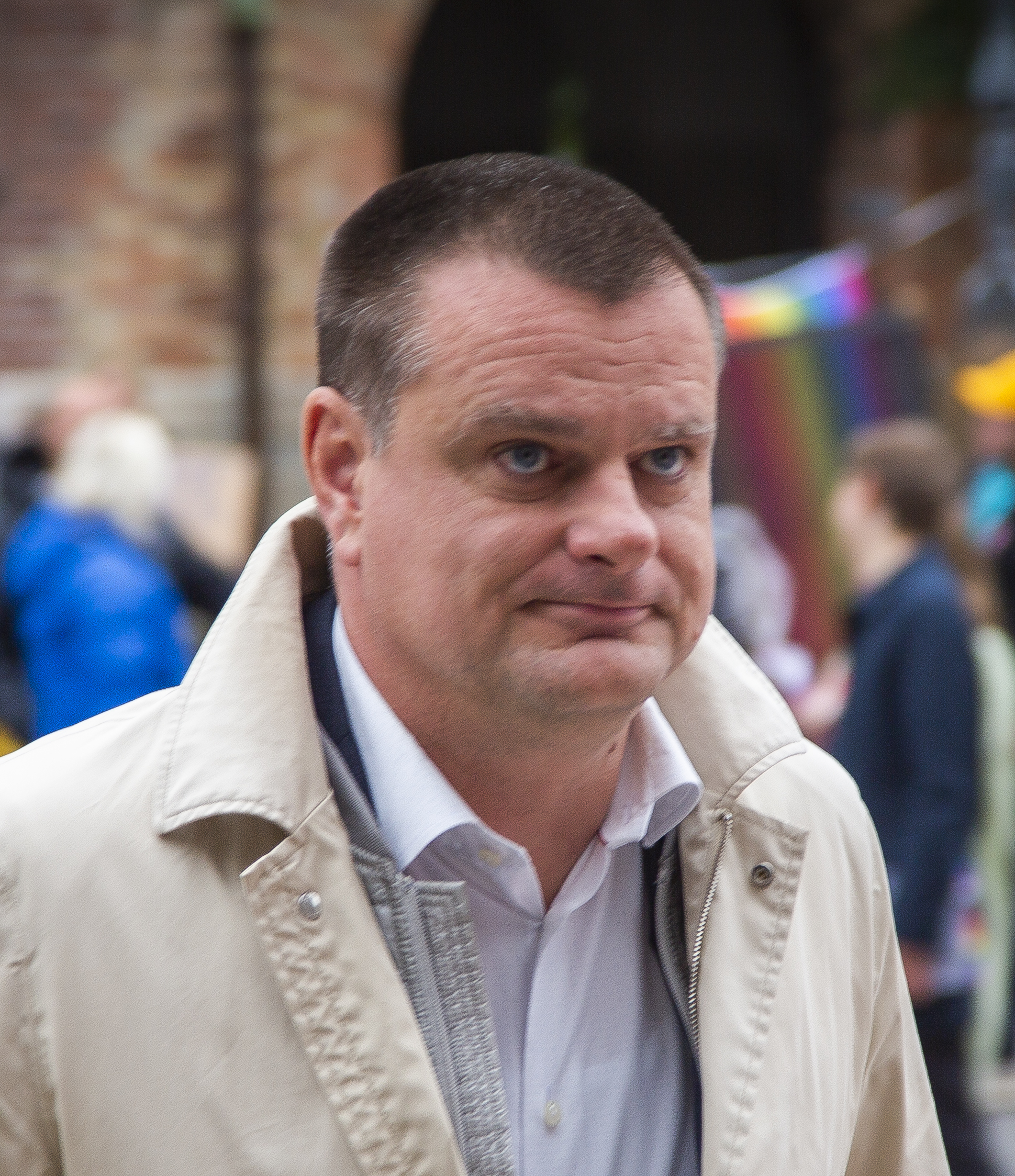
Lars Weiss (* 1971)

- Weiss, Lena (* 1995), deutsche Fußballspielerin
- Weiss, Leonhard (1626–1701), deutscher Politiker, kaiserlicher Rat, Bürgermeister und Stadtpfleger von Augsburg
- Weiß, Leonhard (1907–1981), deutscher Fußballspieler
- Weiß, Leopold (1840–1923), österreichischer Schriftsetzer
- Weiss, Leopold (1903–1991), österreichischer Politiker (ÖVP), Landtagsabgeordneter
- Weiß, Levin (1809–1848), Student und Kämpfer in der Berliner Märzrevolution 1848
- Weiß, Liberat (1675–1716), Missionar, Franziskaner und Märtyrer
- Weiß, Lilian (1905–1942), deutsche Stummfilmschauspielerin
- Weiss, Linda (* 1958), australische Politikwissenschaftlerin und Hochschullehrerin
- Weiß, Lisa (* 1987), deutsche FußballspielerinLisa Weiß (* 1987)

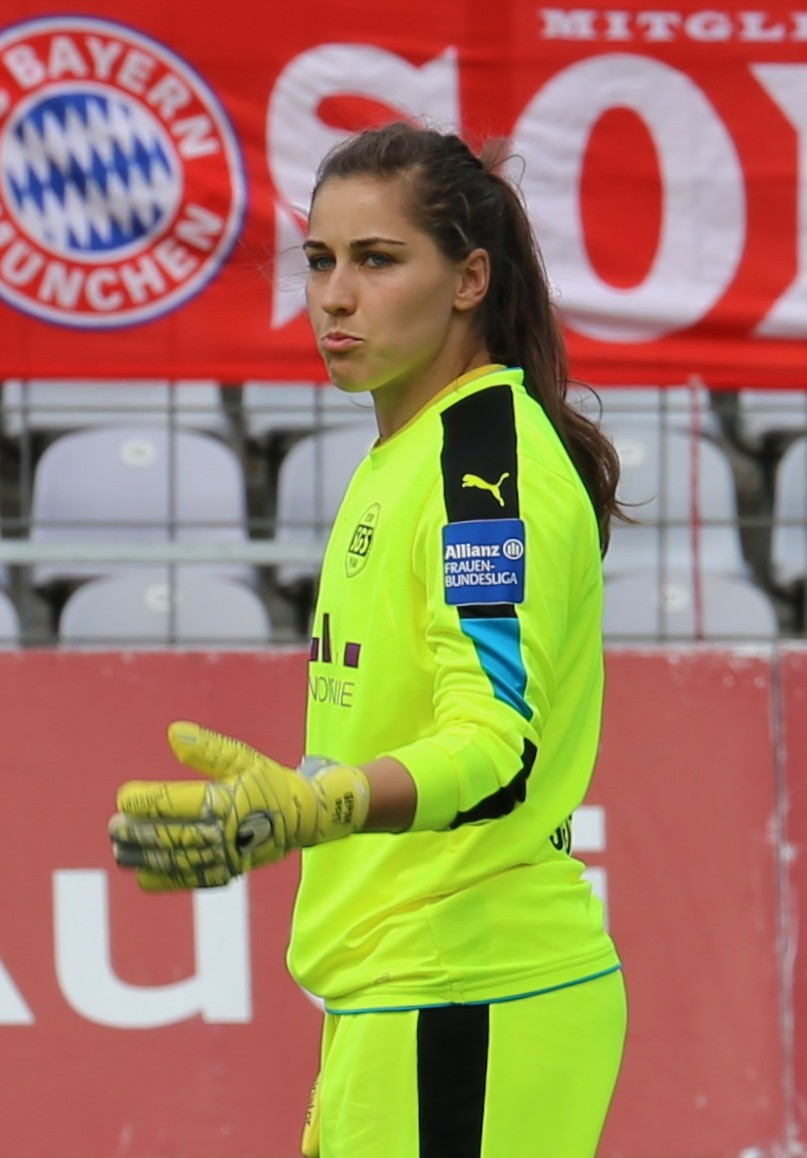
Lisa Weiß (* 1987)

- Weiss, Lisa-Marie (* 1997), deutsche Fußballspielerin
- Weiss, Louise (1893–1983), französische Europapolitikerin, MdEP, Journalistin, Schriftstellerin und Feministin
- Weiss, Lucien (1909–1963), französischer Radrennfahrer
- Weiß, Ludwig (1902–1994), österreichischer Politiker (ÖVP), Abgeordneter zum Nationalrat
- Weiß, Ludwig Caspar (1793–1867), deutscher Maler
- Weiß, Ludwig Xaver (1900–1990), deutscher Postbeamter, Präsident der Reichspostdirektionen in Trier und München
- Weiss, Luigi (* 1951), italienischer Biathlet und Skibergsteiger
- Weiß, Luis (* 1989), deutscher Jazz- und Kirchenmusiker (Trompete, Komposition) sowie Musikproduzent
- Weiß, Luise, deutsche Fußballspielerin
- Weiss, Lulu (* 1959), deutscher Jazzgitarrist
- Weiss, Lydia (* 1939), österreichische Ballett-Tänzerin, Schauspielerin und Sängerin
- Weiß, Lysander (* 1988), deutscher Wirtschaftswissenschaftler, Unternehmensberater und Autor

#### Weiss, M
- Weiß, Magdalene (* 1956), deutsche Hebamme, Präsidentin des Deutschen Hebammenverbandes
- Weiss, Magdalene (* 1964), deutsche Architektin
- Weiss, Maike (* 1984), deutsche Handballspielerin
- Weiss, Manfréd (1857–1922), ungarischer GroßindustriellerManfréd Weiss (1857–1922)

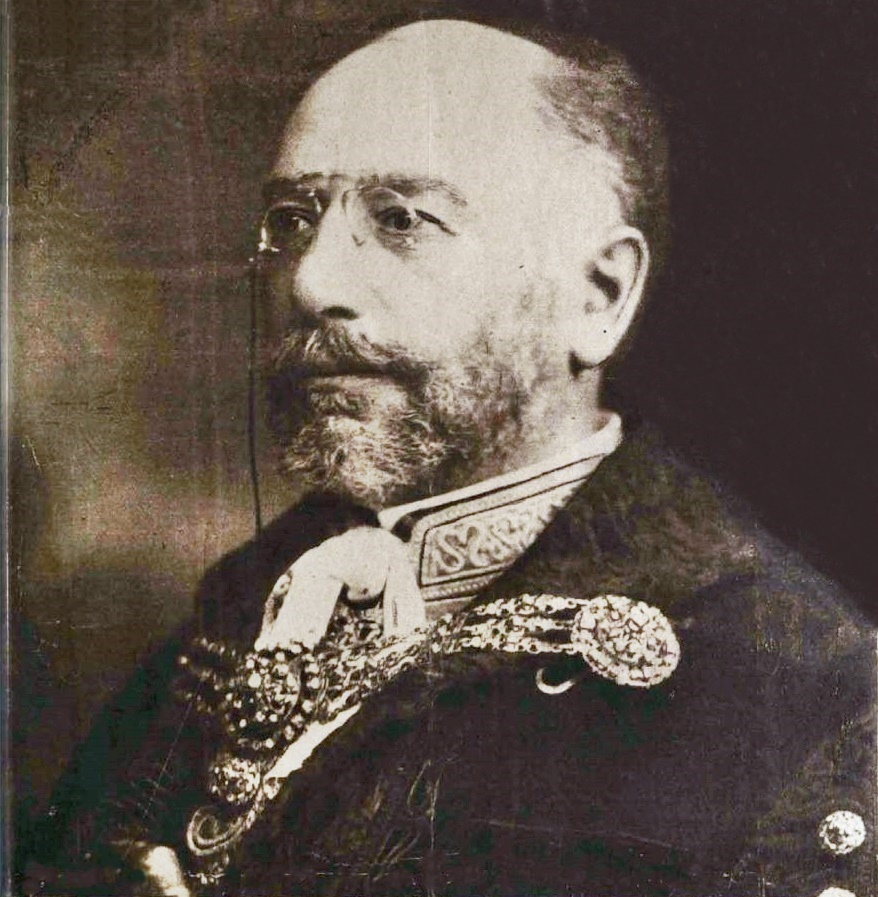
Manfréd Weiss (1857–1922)

- Weiss, Manfred (1935–2023), deutscher Komponist
- Weiss, Manfred (* 1940), deutscher Rechtswissenschaftler
- Weiß, Manfred (1942–2019), deutscher Bildungsökonom
- Weiß, Manfred (1943–1962), deutscher Militär, Gefreiter der Grenztruppen der DDR, der von einem Kameraden hinterrücks erschossen wurde
- Weiß, Manfred (1944–2017), deutscher Politiker (CSU), MdL
- Weiß, Manfred (* 1958), deutscher Theaterregisseur, Autor, Dramaturg und Schauspieler
- Weiss, Manuel (* 1982), deutscher Regisseur und Produzent
- Weiß, Marcel (* 1976), deutscher Trainer im deutschen Galoppsport
- Weiss, Marco (* 1990), deutscher Bestsellerautor und Schüler, dem eine Straftat vorgeworfen wurde
- Weiss, Marcus (* 1961), Schweizer Saxophonist und Musikpädagoge
- Weiß, Marcus (* 1974), deutscher Tänzer, Tanzsporttrainer
- Weiß, Margarete (1912–1990), deutsche Politikerin (FDP), MdL
- Weiß, Mari (* 1984), deutsche Juristin und Politikerin (parteilos), MdA
- Weiss, Maria, österreichische Schauspielerin und Opernsängerin (Mezzosopran)
- Weiss, Maria-Lena (* 1981), deutsche Politikerin (CDU), MdB
- Weiss, Marie (* 2004), deutsche Handballspielerin
- Weiss, Marie Johanna (1903–1952), US-amerikanische Mathematikerin und Hochschullehrerin
- Weiß, Marius (* 1975), deutscher Politiker (SPD), MdL
- Weiss, Martin (1903–1984), deutscher Unteroffizier und SS-Hauptscharführer
- Weiss, Martin (1961–2024), deutscher Jazzmusiker (Geige, Gitarre)
- Weiss, Martin (* 1962), österreichischer DiplomatMartin Weiss (* 1962)

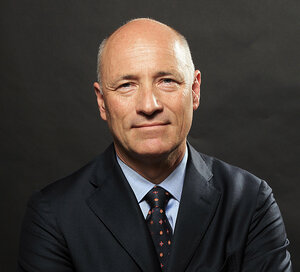
Martin Weiss (* 1962)

- Weiss, Martin (* 1967), deutscher Investor, Unternehmer und Medienmanager
- Weiß, Martin (* 1974), deutscher Schauspieler
- Weiß, Martin Gottfried (1905–1946), deutscher SS-Obersturmbannführer und LagerkommandantMartin Gottfried Weiß (1905–1946)

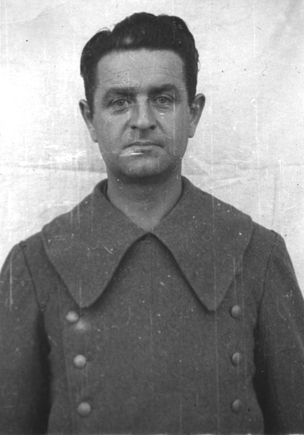
Martin Gottfried Weiß (1905–1946)

- Weiss, Marvin (* 1995), deutscher Fußballspieler
- Weiß, Marx († 1580), Maler der Spätgotik
- Weiss, Mary (1948–2024), US-amerikanische Sängerin
- Weiss, Mary Terán de (1918–1984), argentinische Tennisspielerin
- Weiß, Matthias (* 1961), deutscher Fußballspieler (DDR)
- Weiß, Max (* 1874), deutscher Offizier und Politiker
- Weiss, Max (1884–1954), deutscher Maler und Grafiker der Verschollenen Generation
- Weiss, Max (1921–1996), Schweizer Bildhauer
- Weiß, Max (* 2004), deutscher Fußballtorhüter
- Weiß, Maximilian (* 1988), deutscher Handballspieler
- Weiß, Maximilian (* 1998), deutscher Fußballspieler
- Weiss, Mia Florentine (* 1980), deutsche Performancekünstlerin
- Weiss, Michael (* 1955), deutscher Mathematiker
- Weiss, Michael (* 1956), deutscher Diplom-Mathematiker und Politiker (Grüne), MdB
- Weiss, Michael (* 1958), US-amerikanischer Jazzpianist, Arrangeur, Komponist und Musikpädagoge
- Weiß, Michael (* 1965), deutscher Fußballtrainer
- Weiss, Michael (* 1976), US-amerikanischer Eiskunstläufer
- Weiss, Michael (* 1981), österreichischer TriathletMichael Weiss (* 1981)

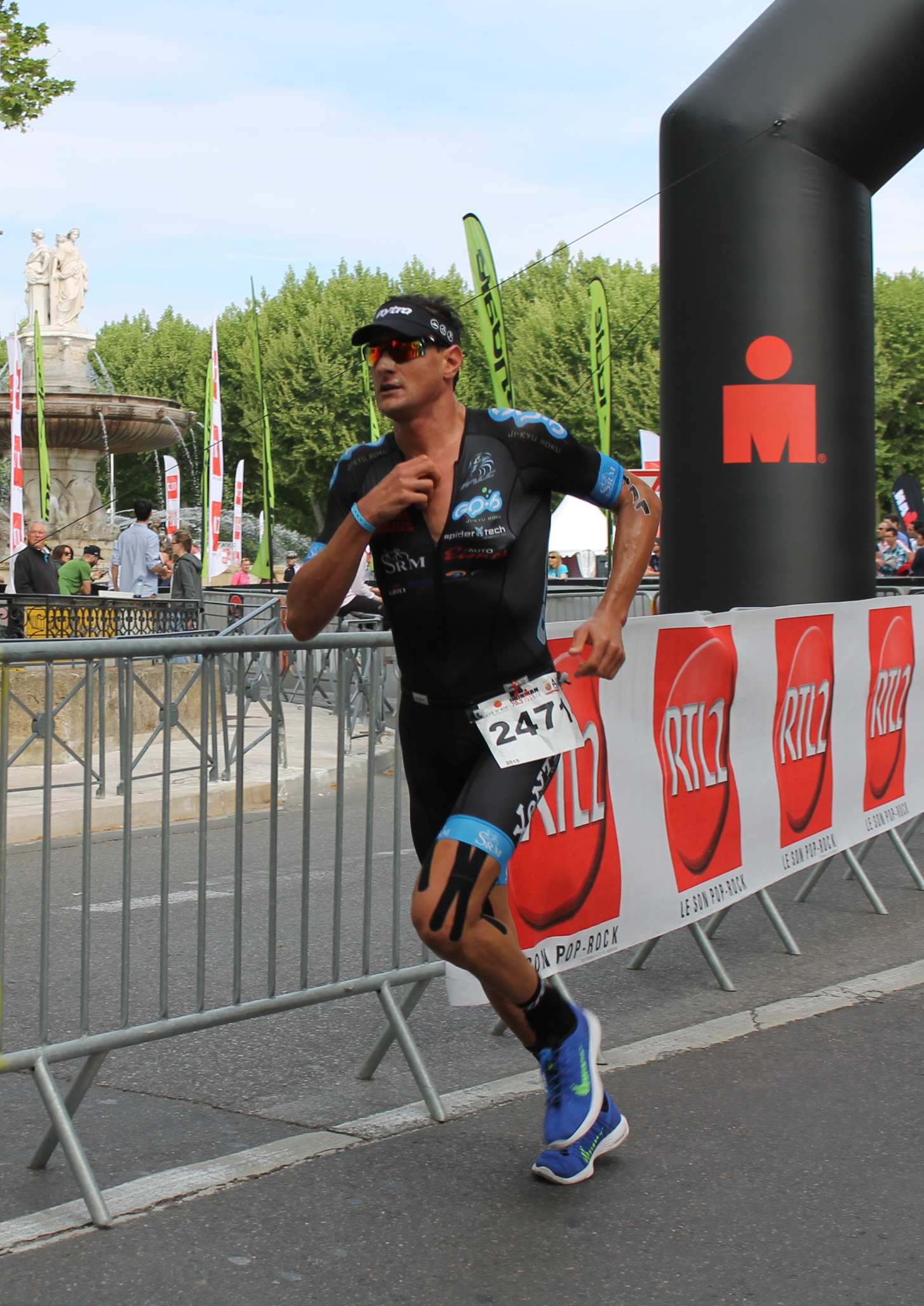
Michael Weiss (* 1981)

- Weiß, Michael Bastian (* 1974), deutscher Komponist
- Weiss, Michael D., US-amerikanischer Drehbuchautor
- Weiss, Michael T. (* 1962), US-amerikanischer Schauspieler und Synchronsprecher
- Weiß, Michel (1867–1951), deutscher Maler und Zeichner der Münchner Schule
- Weiß, Michelle (* 2001), deutsche Fußballspielerin
- Weiß, Miksa (1857–1927), österreichisch-ungarischer Schachspieler
- Weiss, Mix (1924–2014), Schweizer Journalistin und Schriftstellerin

#### Weiss, N
- Weiss, Nicola (* 1994), österreichischer Fußballspieler
- Weiß, Nina Noel (* 1988), deutsche Schauspielerin
- Weiß, Norbert (* 1949), deutscher Publizist, Herausgeber und Schriftsteller

#### Weiss, O
- Weiß, Olga (1853–1903), deutsche Malerin, Karikaturistin und Kunstpädagogin
- Weiss, Oli (* 1970), deutscher Filmeditor und Filmemacher
- Weiss, Oskar (* 1944), Schweizer Zeichner, Maler und Cartoonist
- Weiß, Oskar von (1838–1901), deutscher Verwaltungsbeamter, Rittergutsbesitzer und Parlamentarier
- Weiß, Otmar (* 1953), österreichischer Sportsoziologe
- Weiß, Otto (1871–1943), deutscher Arzt
- Weiss, Otto (1890–1950), französisch-schweizerischer Historiker
- Weiß, Otto (1902–1944), deutscher Verwaltungsjurist und Gegner des NS-Regimes
- Weiß, Otto (* 1914), deutscher Eiskunstläufer
- Weiß, Otto (* 1929), deutscher Jazz- und Unterhaltungsmusiker (Piano, Orgel, Komposition)
- Weiß, Otto (1934–2017), deutscher Historiker
- Weiß, Otto Albert Bernhard (1907–1955), deutscher Offizier, zuletzt Oberst der Luftwaffe im Zweiten Weltkrieg

#### Weiss, P
- Weiß, Paul (1543–1612), deutscher Dichter, Rhetoriker und evangelischer Theologe
- Weiss, Paul (1898–1967), US-amerikanischer Geiger, Kapellenleiter, Dirigent und Komponist
- Weiss, Paul (1901–2002), US-amerikanischer Philosoph
- Weiß, Paul (1909–1965), österreichischer Politiker (SDAP), Landtagsabgeordneter im Burgenland
- Weiss, Paul (1911–1991), deutsch-britischer Mathematiker, Physiker und Hochschullehrer
- Weiss, Paul Alfred (1898–1989), österreichisch-amerikanischer Biologe
- Weiß, Paula Macedo (* 1969), brasilianisch-deutsche Autorin, Kuratorin und Juristin
- Weiss, Pernille (* 1968), dänische Unternehmen und Politikerin (K), MdEP
- Weiss, Peter (1908–1946), deutscher SS-Oberscharführer und Kriegsverbrecher
- Weiss, Peter (1916–1982), deutsch-schwedischer Schriftsteller, Maler, GraphikerPeter Weiss (1916–1982)

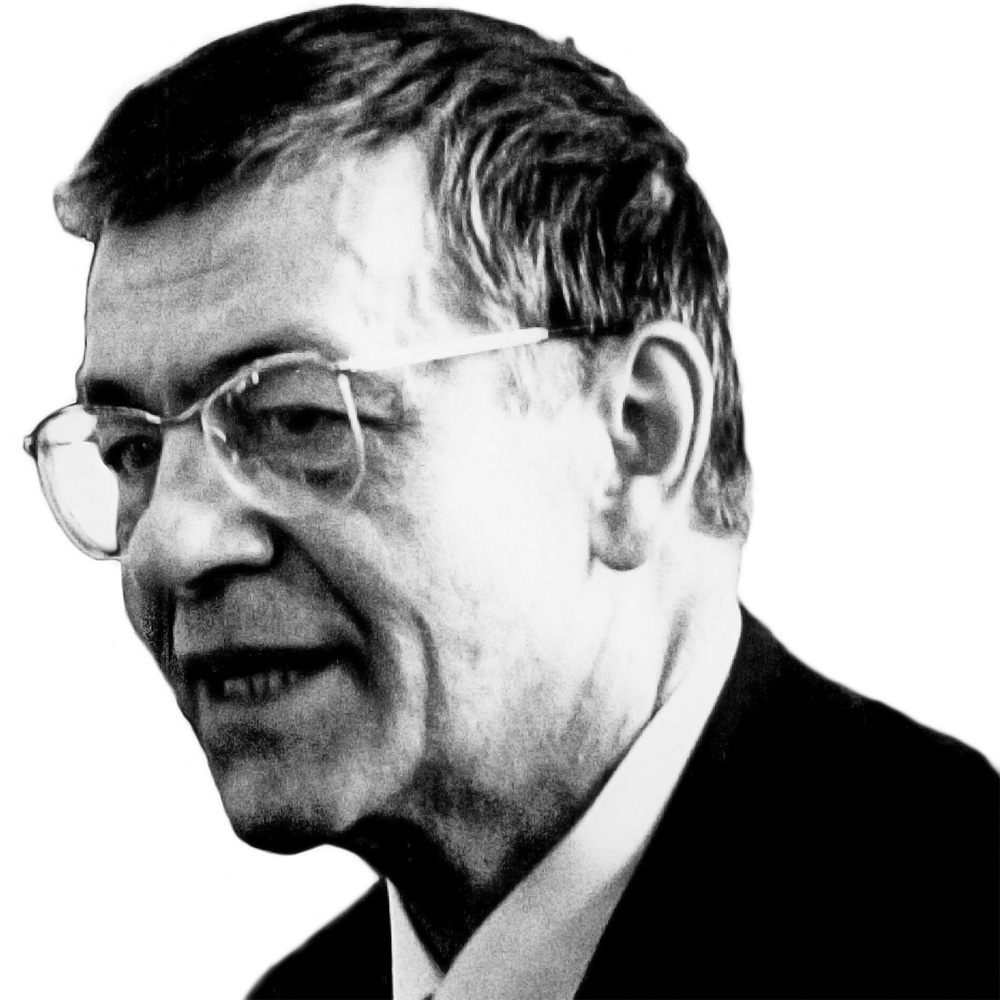
Peter Weiss (1916–1982)

- Weiss, Peter (1924–1981), deutscher Bildhauer
- Weiss, Peter (1938–2021), österreichischer Boxer
- Weiß, Peter (* 1942), österreichischer Wirtschaftsjurist und Verleger
- Weiß, Peter (1943–2025), deutscher Althistoriker
- Weiss, Peter (* 1949), deutscher Jazzmusiker
- Weiß, Peter (* 1956), deutscher Politiker (CDU), MdB
- Weiß, Peter (* 1962), deutscher Schauspieler
- Weiss, Peter (* 1984), deutscher Schauspieler
- Weiß, Peter Josef (1926–2012), deutscher Journalist und Heimatforscher
- Weiß, Peter Ulrich (* 1970), deutscher Historiker
- Weiss, Peterpaul (1905–1977), deutscher Gebrauchsgrafiker
- Weiss, Philipp (* 1971), deutscher Jazzsänger
- Weiss, Philipp (* 1982), österreichischer Schriftsteller und Dramatiker
- Weiss, Pierre (1952–2015), Schweizer Politiker
- Weiss, Pierre-Ernest (1865–1940), französischer Physiker

#### Weiss, R
- Weiss, Rainer (* 1932), US-amerikanischer PhysikerRainer Weiss (* 1932)

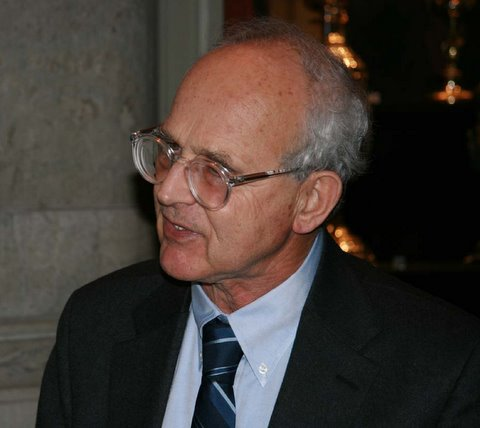
Rainer Weiss (* 1932)

- Weiss, Rainer-Maria (* 1966), deutscher Archäologe
- Weiß, Ralph (* 1955), deutscher Kommunikationswissenschaftler
- Weiss, Reinhold (1934–2022), deutscher Produktdesigner
- Weiss, Richard (1907–1962), Schweizer Volkskundler und Hochschullehrer
- Weiss, Robbie (* 1966), US-amerikanischer Tennisspieler
- Weiß, Robert (* 1946), deutscher Politikwissenschaftler
- Weiss, Robert K., US-amerikanischer Filmproduzent
- Weiß, Robert Michael (* 1956), österreichischer Jazzpianist, Cembalist und Komponist
- Weiß, Roland (1956–2020), deutscher Politiker (SPD), Landtagsabgeordneter Baden-Württemberg
- Weiss, Rudi (* 1952), deutscher Landschaftsmaler und Bildhauer
- Weiß, Rudi (* 1957), österreichischer Künstler
- Weiß, Rüdiger (* 1960), deutscher Politiker (SPD), MdL
- Weiß, Rudolf (1899–1945), deutscher Politiker (NSDAP), MdR, SS-Brigadeführer, Polizeiführer
- Weiss, Rudolf (1920–1974), deutscher Schriftsteller
- Weiss, Rudolf Fritz (1895–1991), deutscher Hochschullehrer, Professor für Phytotherapie
- Weiß, Rudolf H. (* 1936), deutscher Psychologe
- Weiß, Rudolf Joseph Jakob († 1903), deutscher Geistlicher und Politiker (Zentrum), MdR
- Weiss, Ruth (1908–2006), chinesische Journalistin
- Weiss, Ruth (* 1924), deutsche Journalistin und SchriftstellerinRuth Weiss (* 1924)

Ruth Weiss (* 1924)

- Weiss, Ruth (1928–2020), österreichisch-amerikanische Autorin, Performancekünstlerin, Dramatikerin, Filmemacherin und Schauspielerin

#### Weiss, S
- Weiss, Sabine (1924–2021), schweizerisch-französische Fotografin
- Weiss, Sabine (* 1937), österreichische Historikerin und Hochschullehrerin
- Weiss, Sabine (* 1958), deutsche Politikerin (CDU), MdB
- Weiß, Sabine (* 1968), deutsche Journalistin und Schriftstellerin
- Weiss, Sam (1910–1977), US-amerikanischer Jazzmusiker (Schlagzeug)
- Weiss, Samuel (* 1955), kanadischer Biochemiker und Neurophysiologe
- Weiss, Samuel (* 1967), Schweizer Schauspieler, Regisseur und SprecherSamuel Weiss (* 1967)

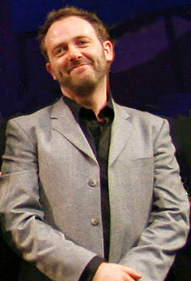
Samuel Weiss (* 1967)

- Weiss, Samuel A. (1902–1977), polnisch-amerikanischer Politiker
- Weiss, Sandra (* 1976), deutsche Sängerin von Schlagern und volkstümlicher Musik
- Weiss, Sascha (* 1977), deutscher Koch
- Weiss, Schewach (1935–2023), polnisch-israelischer Politiker, Diplomat, Hochschullehrer und Autor
- Weiss, Schuyler, australischer Filmproduzent
- Weiss, Sebastian, deutscher Jazzpianist
- Weiss, Sebastian (* 1985), deutscher Schauspieler
- Weiß, Sebastian (* 1985), deutscher Trainer in der Leichtathletik
- Weiss, Sholam (* 1954), US-amerikanischer Geschäftsmann und verurteilter Betrüger
- Weiss, Sid (1914–1994), US-amerikanischer Jazz-Bassist
- Weiß, Siegfried (1906–1989), deutscher Schauspieler
- Weiß, Siegfried (1914–1986), deutscher Generalleutnant der NVA
- Weiß, Siegfried (1933–2013), deutscher Skilangläufer
- Weiß, Siegfried (1942–2020), deutscher Künstler, Kunstlehrer und Kunsthistoriker
- Weiss, Silvia, deutsche Opern- und Konzertsängerin (Sopran)
- Weiss, Silvius Leopold (1687–1750), deutscher Komponist und LautenistSilvius Leopold Weiss (1687–1750)

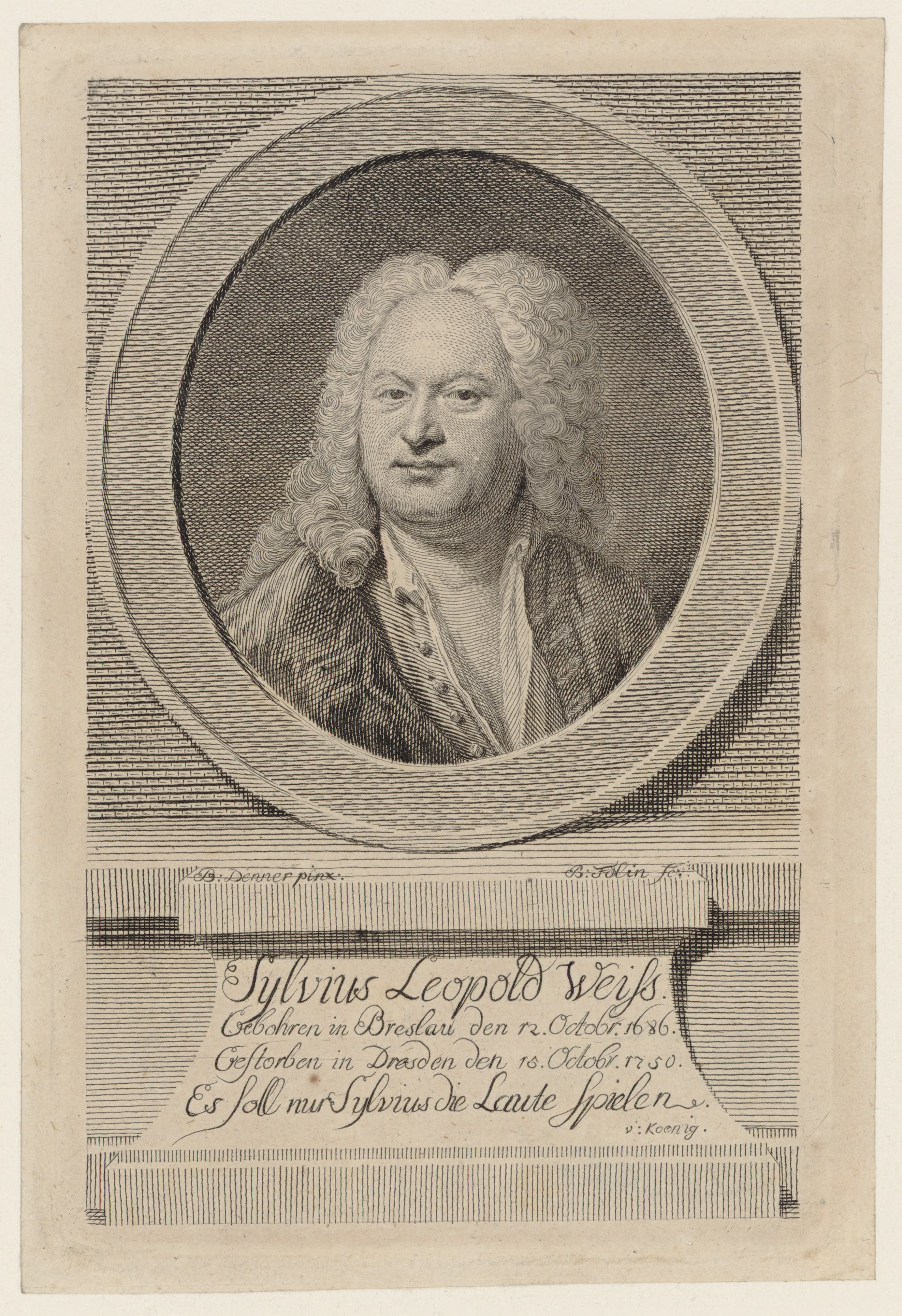
Silvius Leopold Weiss (1687–1750)

- Weiß, Simon (* 1985), deutscher Politiker (Piratenpartei), MdA
- Weiss, Soma (1898–1942), ungarisch-amerikanischer Arzt
- Weiss, Sönke C. (* 1967), deutscher Journalist, Filmemacher und Fotograf
- Weiss, Søren (1922–2001), dänischer Schauspieler
- Weiß, Stefan (1899–1984), österreichischer Filmkomponist, Liedtexter und Schlagerkomponist
- Weiß, Stefan (1960–2016), deutscher Historiker für mittelalterliche Geschichte
- Weiß, Stefan (* 1978), deutscher Filmeditor und Filmemacher
- Weiss, Stephen (* 1983), kanadischer Eishockeyspieler
- Weiss, Susan R., US-amerikanische Virologin

#### Weiss, T
- Weiß, Theodor (1796–1875), kurhessischer Generalmajor, Kriegsminister
- Weiss, Theodore S. (1927–1992), US-amerikanischer Jurist und Politiker
- Weiß, Thomas (* 1961), deutscher Lyriker und Pfarrer
- Weiss, Thomas (* 1964), deutscher Schriftsteller
- Weiß, Thomas (* 1967), deutscher Fußballspieler
- Weiß, Thomas (* 1970), deutscher Fußballtorwart
- Weiss, Thomas (* 1990), italienischer Naturbahnrodler
- Weiß, Thorsten (* 1983), deutscher Politiker (AfD), MdAThorsten Weiß (* 1983)

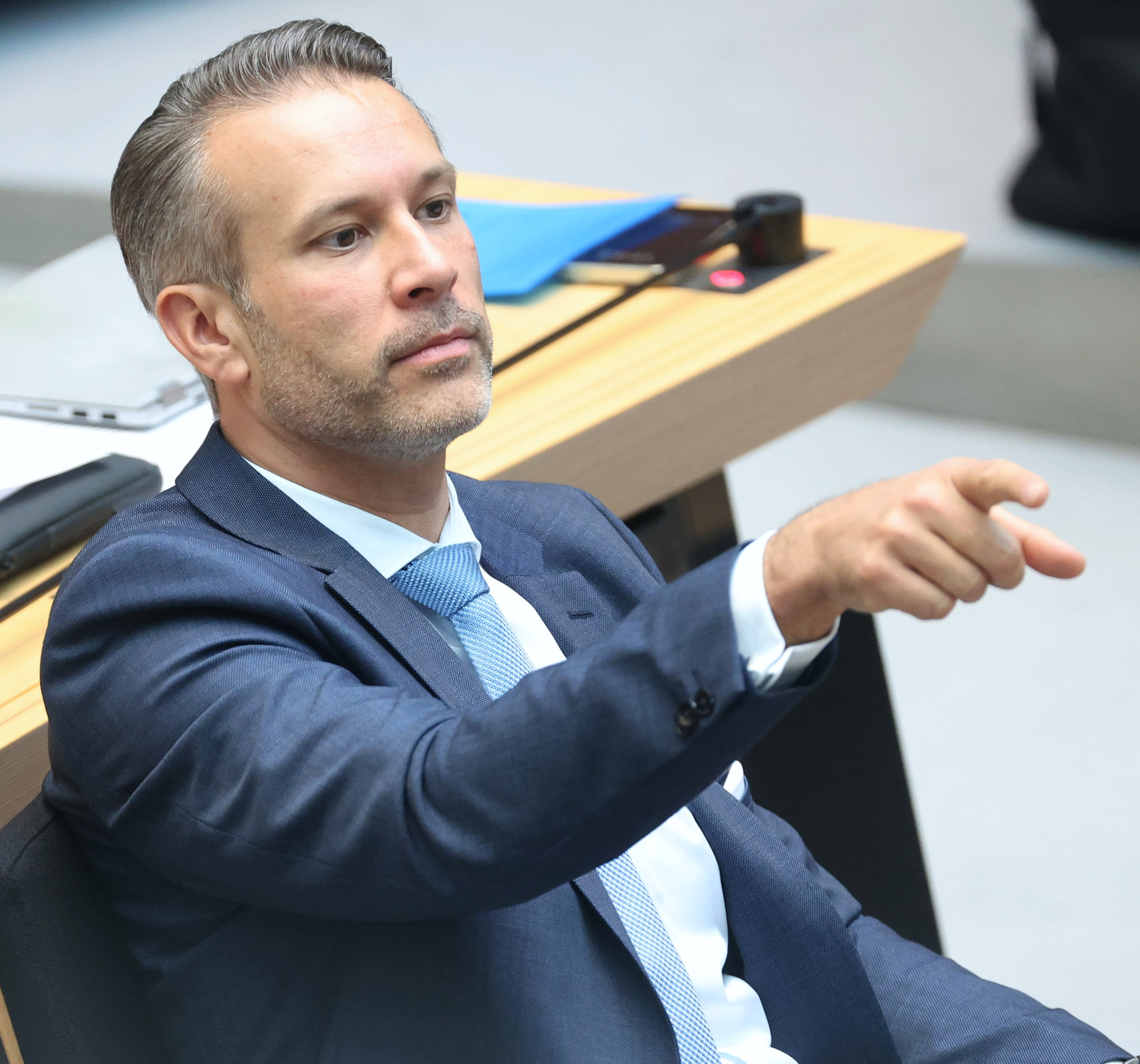
Thorsten Weiß (* 1983)

- Weiss, Traubeli (1954–2012), deutscher Jazzmusiker (Sologitarre, Gypsy-Jazz)

#### Weiss, U
- Weiss, Ulli (1943–2014), deutsche Fotografin
- Weiß, Ulman (1949–2023), deutscher Historiker und Hochschullehrer
- Weiß, Ulrich (1713–1763), deutscher Benediktinerpater
- Weiss, Ulrich (1901–1989), deutscher Bundesrichter, Präsident des Bundespatentgerichts
- Weiss, Ulrich (1908–1989), US-amerikanischer Chemiker
- Weiß, Ulrich (1942–2022), deutscher Filmregisseur
- Weiß, Ulrich (* 1947), deutscher Politikwissenschaftler, Professor für Theorie der Politik
- Weiß, Ulrich (* 1968), deutscher Manager und Dieselmotorenentwickler

#### Weiss, V
- Weiß, Viktrizius (1842–1924), bayrischer Kapuziner, dessen Seligsprechungsprozess begonnen hat
- Weiss, Viola (* 1980), deutsche Sportmoderatorin
- Weiss, Vladimír (1939–2018), tschechoslowakischer Fußballspieler und -trainer
- Weiss, Vladimír (* 1964), slowakischer Fußballtrainer
- Weiss, Vladimír (* 1989), slowakischer Fußballspieler
- Weiß, Volker (* 1972), deutscher Historiker und freier PublizistVolker Weiß (* 1972)

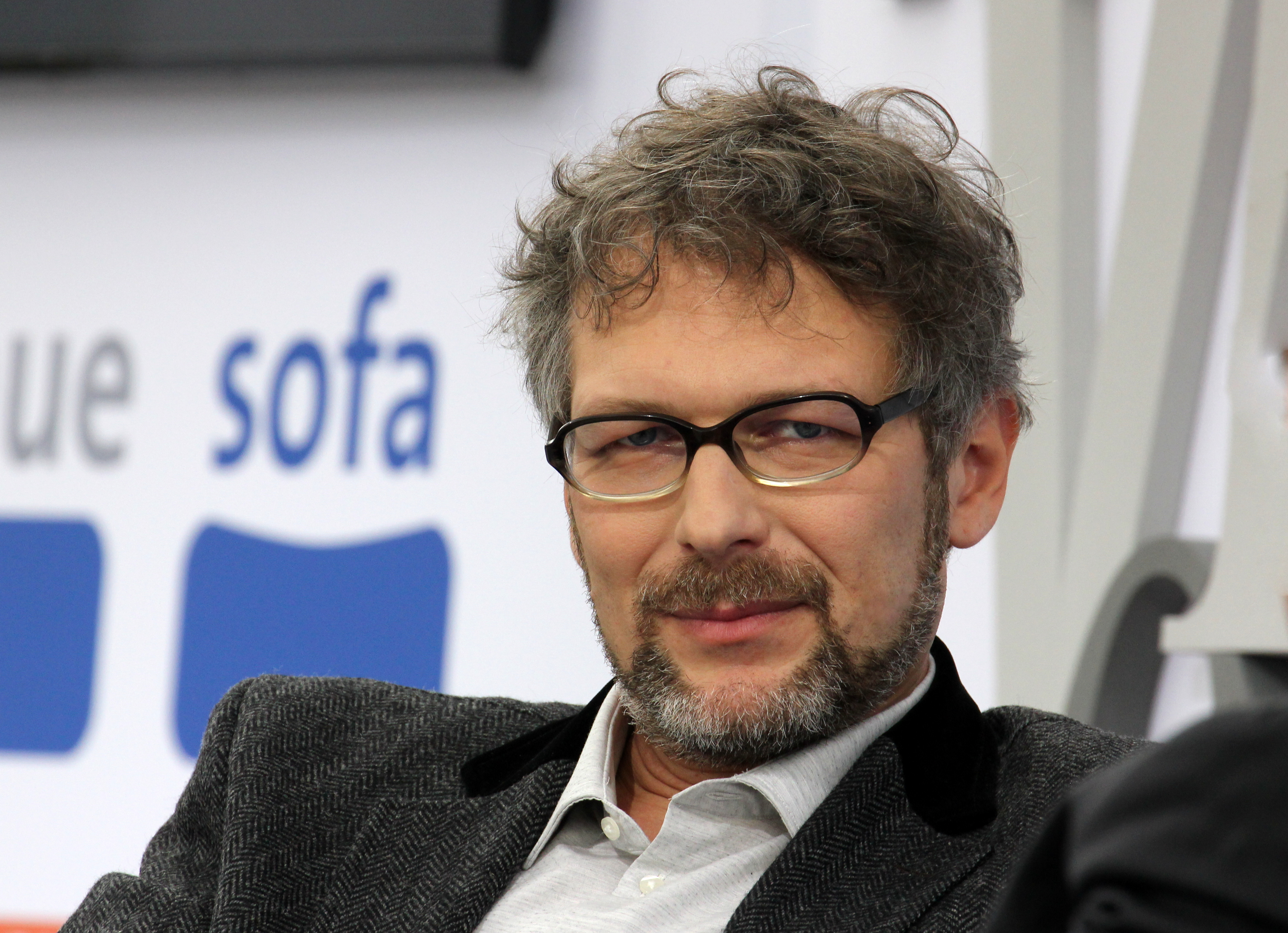
Volker Weiß (* 1972)

- Weiss, Volkmar (* 1944), deutscher Genealoge, Leiter der Deutschen Zentralstelle für Genealogie

#### Weiss, W
- Weiß, Walter (1890–1967), deutscher Generaloberst im Zweiten Weltkrieg
- Weiss, Walter (1927–2004), österreichischer Germanist und Literaturwissenschaftler
- Weiss, Walter (* 1942), österreichischer Philosoph und Buchautor
- Weiss, Walter Hubert (1910–1950), deutscher Jazz- und Bigband-Musiker
- Weiß, Waltraud (* 1939), deutsche Dichterin, Autorin und Herausgeberin
- Weiß, Werner (1926–1990), deutscher Politiker (CDU), MdL, MdB
- Weiß, Werner (1928–2019), deutscher Politiker (CDU), MdL
- Weiß, Werner (* 1931), deutscher Tischtennisspieler
- Weiß, Werner (* 1935), deutscher Fußballspieler
- Weiss, Werner W. (* 1943), österreichischer Physiker und Astronom
- Weiß, Wilhelm (1892–1950), deutscher Politiker (NSDAP), MdR, Chefredakteur des Völkischen Beobachters
- Weiß, Wilhelm (1901–1946), deutscher Kommunist und Widerstandskämpfer
- Weiß, Willi (* 1956), deutscher Handballspieler und Arzt
- Weiss, William M. (1907–2001), US-amerikanischer Filmproduzent von Zeichentrickfilmen
- Weiss, Willibald (1948–2023), deutscher Fußballspieler
- Weiss, Willy (1883–1954), deutscher Sänger und Liederdichter
- Weiss, Wincent (* 1993), deutscher Popsänger und SongwriterWincent Weiss (* 1993)

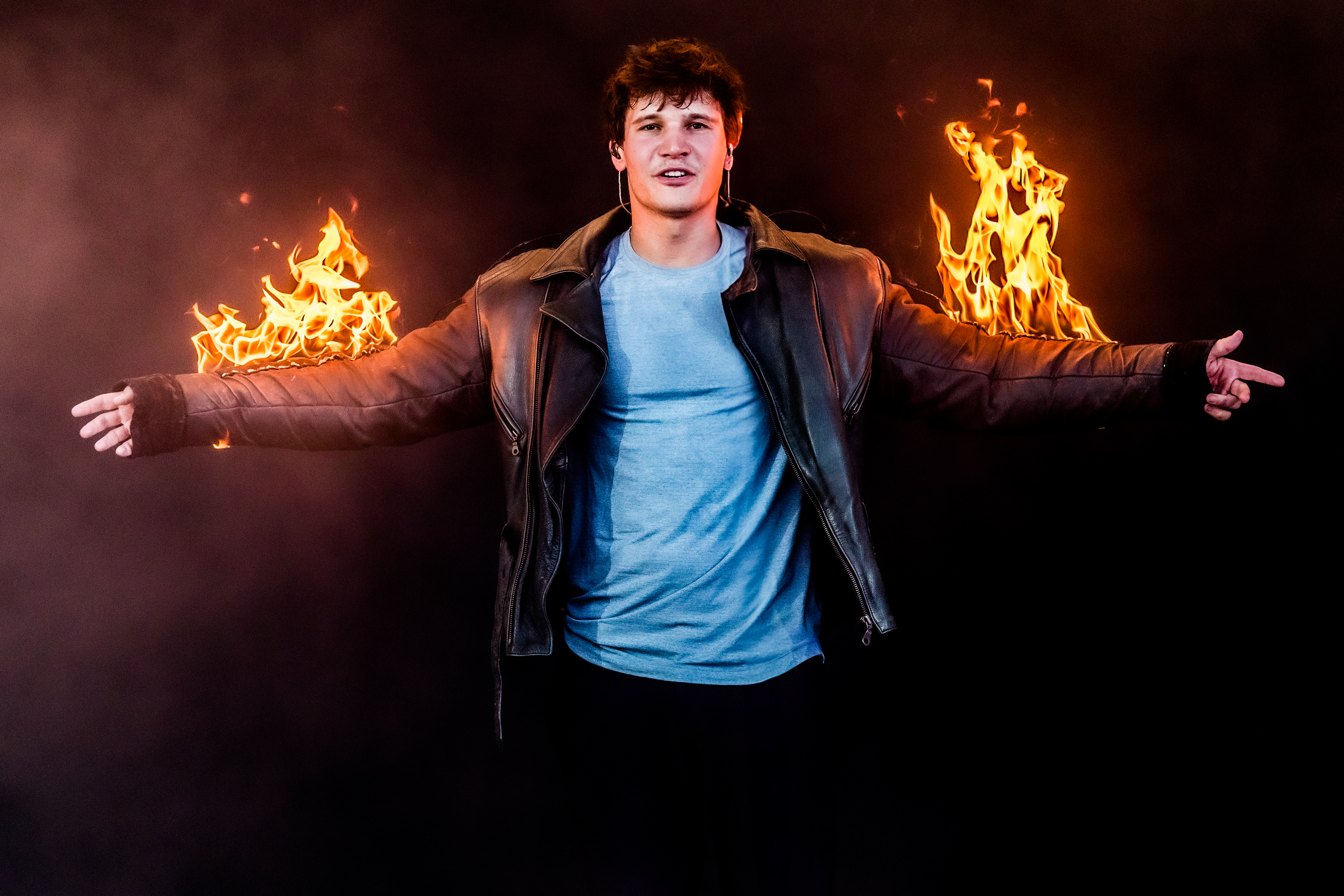
Wincent Weiss (* 1993)

- Weiß, Winfried (1934–2015), deutscher Fußballtrainer
- Weiß, Wisso (1904–1991), deutscher Papierhistoriker und Wasserzeichenforscher
- Weiss, Wojciech (1875–1950), polnischer Maler, Zeichner und Hochschullehrer
- Weiß, Wolfgang (1932–2019), deutscher Anglist
- Weiß, Wolfgang (* 1954), deutscher Geograph, Hochschullehrer und Politiker (Die Linke), MdL
- Weiß, Wolfgang (* 1955), deutscher evangelischer Theologe
- Weiß, Wolfgang (* 1957), deutscher römisch-katholischer Kirchenhistoriker
- Weiß, Wolfgang (* 1963), deutscher Kirchenmusiker und Sänger
- Weiß, Wolfgang (* 1966), deutscher Rechtswissenschaftler

#### Weiss, X
- Weiss, Xaver (1811–1898), deutscher Verwaltungsbeamter

#### Weiss, Y
- Weiß, Yasmin Mei-Yee (* 1978), deutsche Personalmanagerin und HochschullehrerinYasmin Mei-Yee Weiß (* 1978)

Yasmin Mei-Yee Weiß (* 1978)

- Weiss, Yfaat (* 1962), israelische Historikerin

#### Weiss, Z
- Weiss, Zohar (* 1962), israelischer Schwimmer

### Weiss-

#### Weiss-B
- Weiss-Bollandt, Anton (1909–1985), deutscher SS-Obersturmbannführer beim SD und der Gestapo
- Weiss-Bollandt, Harald (1940–2010), deutscher Verwaltungsjurist, Polizeipräsident in Frankfurt am Main

#### Weiss-D
- Weiß-Drumm, Vivien (* 1992), deutsche Volleyballspielerin

#### Weiss-L
- Weiß-Latzko, Markus (* 1984), deutscher Langstreckenläufer

#### Weiss-M
- Weiss-Mann, Edith (1885–1951), deutsche Cembalistin, Klavierpädagogin und Musikkritikerin

#### Weiss-R
- Weiss-Rüthel, Arnold (1900–1949), deutscher Autor, Publizist und Rundfunkdramaturg

#### Weiss-S
- Weiß-Steinberg, Hans (1927–2003), deutscher Chorleiter und Komponist
- Weiss-Sussex, Godela (* 1962), deutsche Germanistin, Hochschullehrerin und Sachbuchautorin

#### Weiss-V
- Weiß-Vogtmann, Ulf (1900–1989), deutscher Flug- und Ballonsportpionier

#### Weiss-W
- Weiss-Weingart, Ebbe (1923–2019), deutsche Goldschmiedin und Schmuckdesignerin
- Weiss-Wendt, Anton (* 1973), estnischer Historiker

### Weissa
- Weißauer, Hermann (1920–2014), deutscher Schachkomponist
- Weißauer, Ludwig (1900–1973), deutscher Jurist, Journalist, Gewerkschafter und Senator (Bayern)
- Weissauer, Rainer (* 1954), deutscher Mathematiker
- Weißauer, Walther (* 1921), deutscher Jurist

### Weissb
- Weissbach, Béla (* 1944), ungarischer Jazz- und Unterhaltungsmusiker (Trompete)
- Weißbach, Christian (1906–1962), deutscher Ingenieur, MdV
- Weißbach, Ernst, deutscher Schriftsteller
- Weißbach, Franz Heinrich (1865–1944), deutscher Altorientalist
- Weißbach, Giso (* 1940), deutscher Schauspieler und Sänger
- Weißbach, Hans-Jürgen (* 1950), deutscher Soziologe
- Weißbach, Herbert (1901–1995), deutscher Schauspieler, Kabarettist und Synchronsprecher
- Weißbach, Julie (* 1982), deutsche Künstlerin und Singer-Songwriterin
- Weißbach, Karl (1841–1905), deutscher Architekt und Hochschullehrer
- Weißbach, Milan (* 1989), deutscher Handballspieler
- Weissbach, Richard (1882–1950), deutscher Verleger
- Weißbach, Rüdiger (* 1962), deutscher Hochschullehrer
- Weißbach, Teresa (* 1981), deutsche SchauspielerinTeresa Weißbach (* 1981)

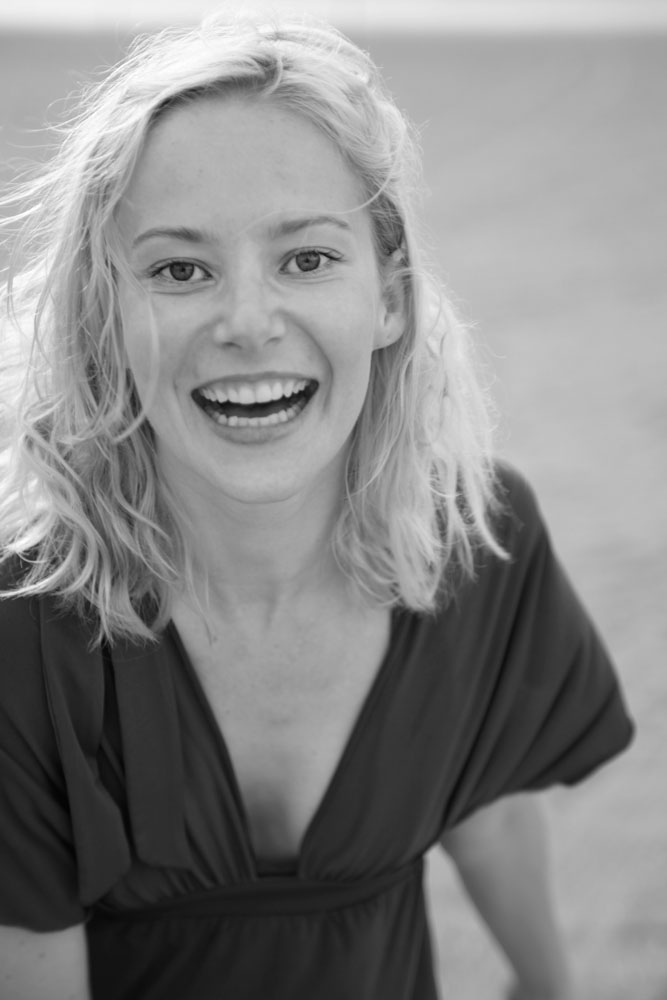
Teresa Weißbach (* 1981)

- Weißbarth, Eberhard (* 1948), deutscher Regisseur, Drehbuchautor und Schauspieler
- Weissbarth, Roland (* 1955), deutscher Fußballspieler
- Weissbartová, Ida (1876–1942), tschechisch-jüdischer KZ-Häftling
- Weissbeck, Gaëtan (* 1997), französischer Fußballspieler
- Weißbecker, Jutta (* 1943), deutsche Politikerin (SPD), MdA
- Weissbecker, Laura (* 1984), französische Schauspielerin
- Weißbecker, Manfred (* 1935), deutscher marxistischer Historiker
- Weissberg, Eric (1939–2020), US-amerikanischer Countrymusiker
- Weissberg, Leib (1893–1942), orthodoxer Rabbiner von Slavonski Brod, Opfer des Holocaust
- Weissberg, Leon (1895–1943), polnischer Maler und Expressionist der Verschollenen Generation
- Weissberg, Liliane (* 1953), deutsch-amerikanische Literaturwissenschaftlerin
- Weissberg, Nea (* 1951), deutsche Schriftstellerin und Publizistin
- Weißberg-Cybulski, Alexander (1901–1964), österreichischer PhysikerAlexander Weißberg-Cybulski (1901–1964)

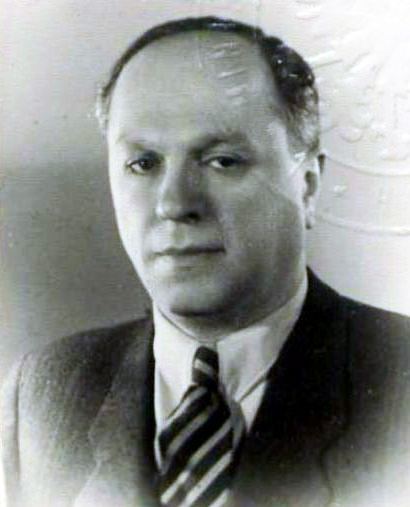
Alexander Weißberg-Cybulski (1901–1964)

- Weissblum, Aaron (* 1964), US-amerikanischer Spieleautor und Künstler
- Weissbluth, Marc, US-amerikanischer Kinderarzt
- Weissborn, Sam (* 1991), österreichischer Tennisspieler
- Weißbrich, Hansjörg (* 1967), deutscher Filmeditor
- Weißbrod, Johann Baptist (1834–1912), deutscher Historien- und Genremaler
- Weißbrod, Johann Baptist von (1778–1865), deutscher Gynäkologe und Geburtshelfer
- Weißbrodt, Gabriela (* 1962), deutsche Politikerin (CDU), MdL
- Weißbrodt, Werner (1928–2017), deutscher Grafiker und Kunstlehrer
- Weißbrodt, Wilhelm (1836–1917), deutscher Klassischer Philologe

### Weissc
- Weisschnur, Timo (* 1989), deutscher Schauspieler

### Weissd
- Weißdorn, Marie (* 1996), deutsche Phantastik-Autorin

### Weisse
- Weisse, Adolf (1855–1933), österreichischer Theaterschauspieler, Intendant und Stummfilmschauspieler
- Weiße, Arthur (1861–1936), deutscher Botaniker
- Weiße, Carl Friedrich Ernst (1781–1836), Gründer der „Leipziger Feuer-Versicherungsanstalt“
- Weisse, Charles H. (1866–1919), US-amerikanischer Politiker
- Weiße, Christian Ernst (1766–1832), deutscher Historiker und Rechtswissenschaftler
- Weiße, Christian Felix (1726–1804), deutscher Schriftsteller und Pädagoge
- Weiße, Christian Heinrich (1688–1730), deutscher Lehrer und Philologe
- Weisse, Christian Hermann (1801–1866), evangelischer Theologe und spätidealistischer Philosoph
- Weiße, Frank (* 1949), deutscher Fußballspieler
- Weiße, Franz (1878–1952), deutscher Buchbindermeister
- Weisse, Hanni (1892–1967), deutsche Schauspielerin
- Weiße, Henriette (1793–1831), Sängerin und Salonière in Leipzig
- Weiße, Horst (1919–1993), deutscher Holzschnitzer, Bildhauer und Lyriker
- Weisse, Ina (* 1968), deutsche Schauspielerin und FilmregisseurinIna Weisse (* 1968)

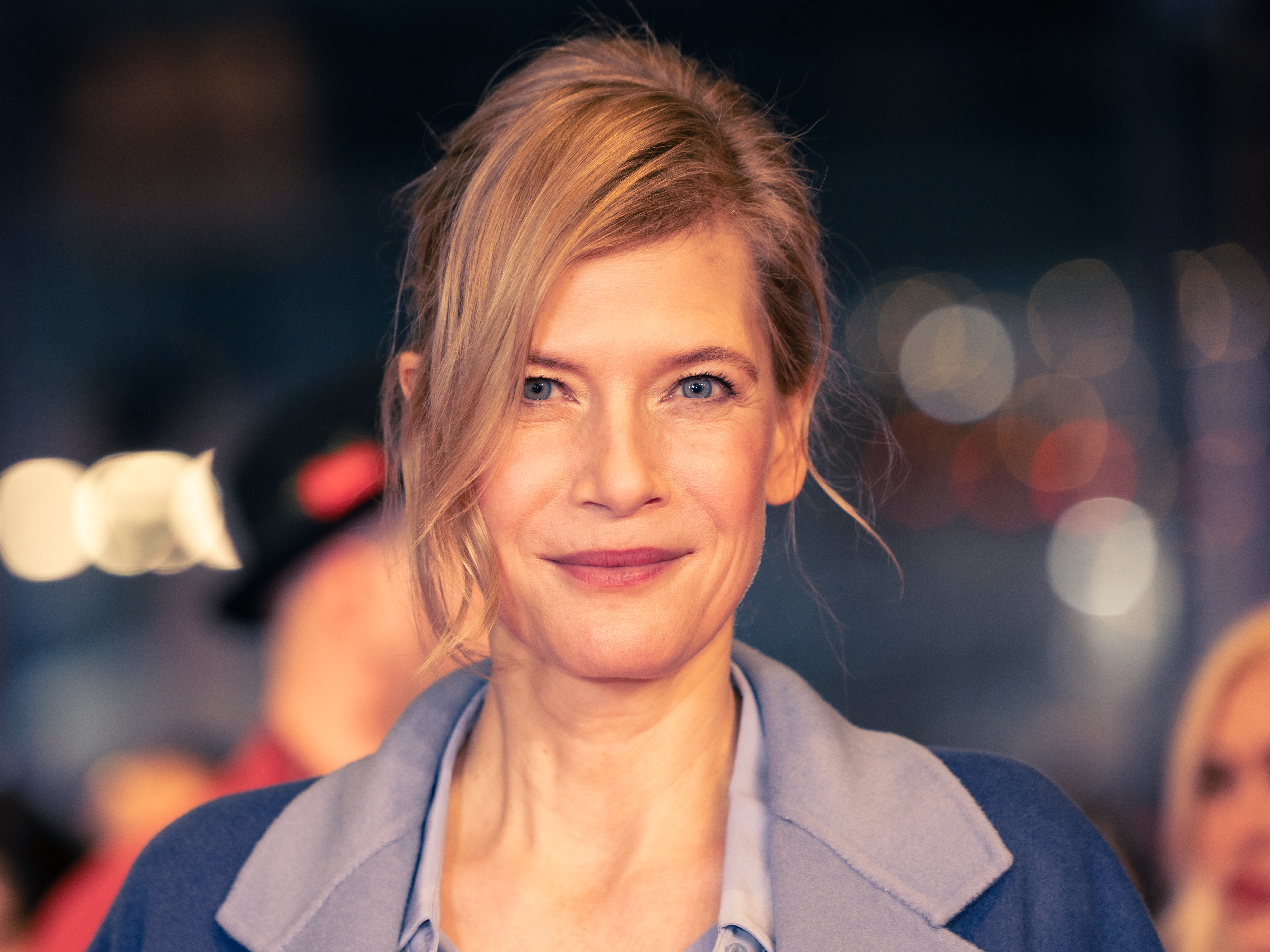
Ina Weisse (* 1968)

- Weisse, Johann Friedrich (1792–1869), baltischer Kinderarzt
- Weisse, Josef (1812–1897), deutscher Rabbiner
- Weisse, Leo (1911–2000), deutscher Fotograf
- Weisse, Maximilian (1798–1863), österreichischer Astronom
- Weiße, Michael († 1534), Geistlicher der Unität der Böhmischen Brüder, Kirchenlieddichter und -komponist
- Weisse, Nikola (* 1941), deutsch-schweizerische Schauspielerin
- Weiße, Nina (1855–1913), österreichisch-deutsche Schauspielerin
- Weisse, Samson (1857–1946), deutscher Rabbiner
- Weisse, Simon (* 1962), deutscher Requisiteur, Szenenbildner und Modellbauer
- Weiße, Walter (1923–2021), deutscher Maler und Grafiker
- Weisse, Wilhelm (1846–1916), deutscher Handelsgärtner, Dendrologe und Koniferenzüchter
- Weiße, Wolfram (* 1945), deutscher evangelischer Theologe und Hochschullehrer
- Weiße-Pabst, Curt (1888–1953), deutscher Kabarettist
- Weißebach, Anna (1811–1841), Gründerin der Caritas-Konferenzen in Deutschland
- Weißebach, Franz (1860–1925), deutscher Privatier und Mäzen
- Weissegger von Weißeneck, Joseph Maria (1755–1817), österreichischer Schriftsteller, Historiker, Jurist, Philosoph und Übersetzer
- Weissel, Georg (1590–1635), Kirchenlieddichter
- Weissel, Georg (1899–1934), österreichischer Widerstandskämpfer, Kommandant des Republikanischen Schutzbundes
- Weissel, Ludwig (1841–1886), österreichischer Schriftsteller, Übersetzer und Jurist
- Weißel, Waldemar (1897–1964), deutscher Politiker (NSDAP), MdR, MdL
- Weißelberg, Ernst (1883–1972), deutscher Politiker, Oberbürgermeister von Siegen (1946–1948)
- Weißelberg, Jörg (* 1968), deutscher Gitarrist, Songwriter und MusikproduzentJörg Weißelberg (* 1968)

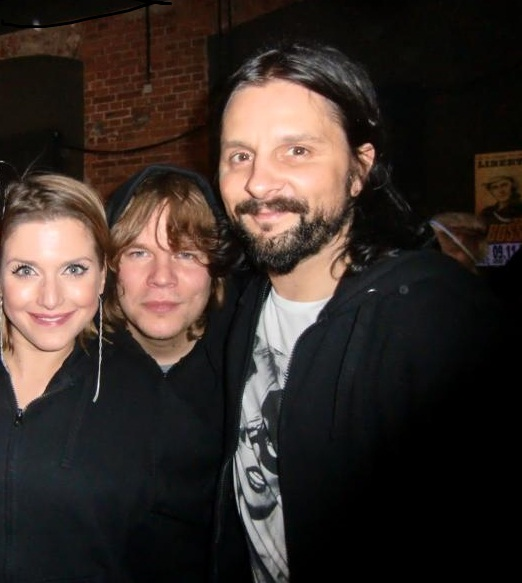
Jörg Weißelberg (* 1968)

- Weisselberger, Salo von (1867–1931), österreichisch-jüdischer und rumänisch-jüdischer Politiker
- Weissen, Kurt (* 1953), Schweizer Historiker
- Weißenbach, Aloys (1766–1821), deutscher Chirurg, Pathologe und Hochschullehrer
- Weissenbach, Andreas (* 1925), österreichischer Maler
- Weißenbach, Anton (* 1929), deutscher Bauingenieur mit dem Schwerpunkt Geotechnik und speziell Baugruben
- Weißenbach, Anton von († 1608), deutscher Domherr und Stiftsherr
- Weissenbach, Antonin (1850–1921), Schweizer Politiker
- Weißenbach, Egon (1897–1966), österreichischer Maler
- Weissenbach, Elisabetha Josepha (1833–1884), Schweizer Pädagogin
- Weissenbach, Franz Sinesius (1782–1848), Schweizer Politiker und Richter
- Weissenbach, Jean (* 1946), französischer Genetiker
- Weissenbach, Johann Caspar (1633–1678), Schweizer Lyriker und Dramatiker
- Weißenbach, Joseph Anton (1734–1801), Schweizer römisch-katholischer Theologe und Geistlicher
- Weissenbach, Karl Gustav Adalbert von (1797–1846), sächsischer Geheimer Regierungsrat, Bergmeister und Mineraloge
- Weissenbach, Ludwig Fidel (1750–1814), Schweizer Politiker
- Weissenbach, Paul von (1837–1907), sächsischer Verwaltungs- und Hofbeamter
- Weissenbach, Plazid junior (1841–1914), Schweizer Politiker und Eisenbahnmanager
- Weissenbach, Plazid senior (1814–1858), Schweizer Politiker und Richter
- Weissenbach, Robert (1851–1907), Schweizer Jurist und Politiker
- Weissenbacher, Alois (1895–1970), österreichischer Maler
- Weißenbacher, Christoph (* 1992), österreichischer Fußballspieler
- Weissenbacher, Ernst Rainer (* 1944), deutscher Mediziner
- Weissenbacher, Gerhard (* 1941), österreichischer Maler
- Weissenbacher, Mathias (* 1992), österreichischer Snowboarder
- Weissenbacher, Philip (* 2005), österreichischer Fußballspieler
- Weissenbacher, Robert (* 1983), deutscher Maler
- Weißenbacher, Viktor (1897–1956), deutscher Fußballspieler
- Weißenbäck, Andreas (1880–1960), österreichischer Musikwissenschaftler und Experte für Kirchenglocken
- Weissenbeck, Fritz (1920–1949), österreichischer Widerstandskämpfer, Kommunist, Teilnehmer im Spanischen Bürgerkrieg und KZ-Häftling
- Weissenberg, Alexis (1929–2012), bulgarischer Pianist und Komponist
- Weißenberg, Gerhard (1920–1980), österreichischer Jurist und Politiker (SPÖ)
- Weißenberg, Joseph (1855–1941), deutscher Religions- und Sozialreformer
- Weissenberg, Karl (1893–1976), österreichischer Physiker und einer der ersten Rheologen
- Weissenberg, Richard (1882–1974), deutscher Zoologe und Mediziner
- Weissenberg, Samuel (1867–1928), Arzt und Anthropologe
- Weißenberg, Sophie (* 1997), deutsche LeichtathletinSophie Weißenberg (* 1997)

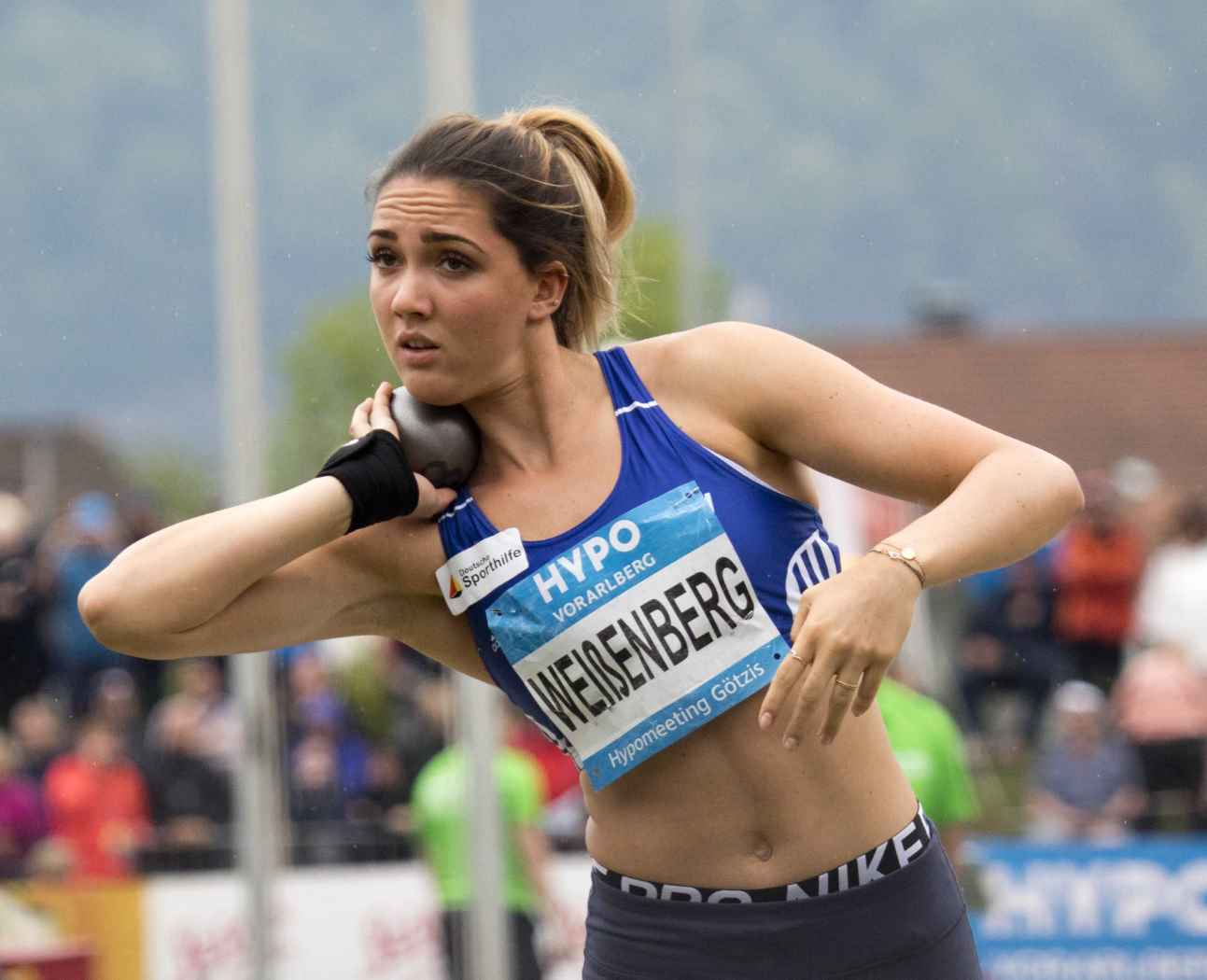
Sophie Weißenberg (* 1997)

- Weißenberger, Barbara E. (* 1967), deutsche Ökonomin
- Weißenberger, Christian (* 1965), deutscher Arzt für Strahlentherapie und Radioonkologie
- Weissenberger, Emmerich (* 1966), österreichischer Künstler
- Weissenberger, Eva (* 1972), österreichische Journalistin
- Weißenberger, Franz (1938–2014), deutscher Politiker (CDU)
- Weissenberger, Guntram (1926–2012), österreichisch-US-amerikanischer Architekt und Bauunternehmer
- Weissenberger, Markus (* 1975), österreichischer Fußballspieler
- Weißenberger, Michael (* 1959), deutscher Klassischer Philologe
- Weissenberger, Niklas (* 1993), deutscher Fußballspieler
- Weißenberger, Paulus (1902–1990), deutscher Ordensgeistlicher
- Weißenberger, Theodor (1914–1950), deutscher Luftwaffenoffizier und JagdfliegerTheodor Weißenberger (1914–1950)

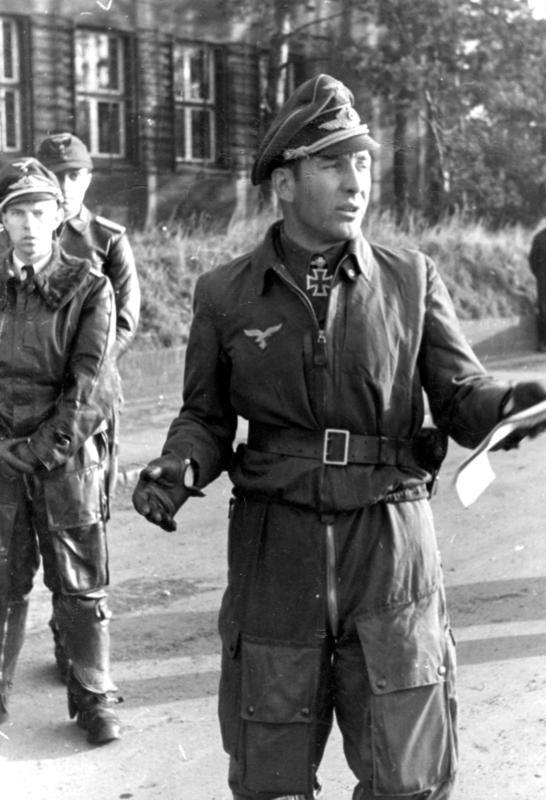
Theodor Weißenberger (1914–1950)

- Weißenberger, Thomas (* 1969), österreichischer Hängegleiterpilot
- Weissenberger, Thomas (* 1971), österreichischer Fußballspieler und -trainer
- Weissenberger-Eibl, Marion (* 1966), deutsche Ingenieurin und Hochschullehrerin
- Weissenböck, Gerhard (* 1947), österreichischer Basketballspieler und -trainer, Musiker
- Weissenböck, Johann (1929–1980), österreichischer Politiker (ÖVP), Landtagsabgeordneter
- Weissenböck, Martin (* 1970), österreichischer Basketballtrainer und ehemaliger -spieler
- Weissenböck, Stefan (* 1973), österreichischer Basketballspieler und -trainer
- Weissenböck, Thomas (* 1972), österreichischer Fußballspieler und Trainer
- Weißenborn, Bernhard (1858–1889), deutscher Zoologe
- Weissenborn, Bernhard (1877–1954), deutscher Historiker und Bibliothekar
- Weißenborn, Erna (1898–1973), deutsche Autorin
- Weißenborn, Eva (* 1954), deutsche Schauspielerin
- Weißenborn, Friedrich (1907–1991), deutscher Orgelbauer
- Weißenborn, Georg (1816–1874), deutscher Philosoph und Hochschullehrer
- Weißenborn, Günther (1911–2001), deutscher Pianist, Liedbegleiter und Dirigent
- Weißenborn, Günther (* 1951), deutscher Dramaturg und Puppenspieler
- Weissenborn, Gustav (1877–1952), deutscher Politiker (SPD), MdBB
- Weissenborn, Hellmuth (1898–1982), deutscher Illustrator, Holz- und Linolschnittkünstler
- Weißenborn, Hermann (1813–1886), deutscher Klassischer Philologe, Historiker und Bibliothekar
- Weissenborn, Hermann (1863–1937), deutsch-US-amerikanischer Instrumentenbauer
- Weißenborn, Hermann (1876–1959), deutscher Bariton und Gesangspädagoge
- Weißenborn, Ingo (* 1963), deutscher Florettfechter
- Weissenborn, Jesaias Friedrich (1673–1750), deutscher lutherischer Theologe
- Weißenborn, Johannes (1878–1937), deutscher Völkerkundler und Museumsbeamter
- Weissenborn, Julius (1837–1888), deutscher Fagottist, Komponist und Hochschullehrer
- Weißenborn, Karl (* 1945), deutscher Geschäftsführer und Politiker (FDP), MdBB
- Weissenborn, Katharina (1884–1978), deutsche Malerin, Grafikerin und Schriftstellerin
- Weißenborn, Kerstin (* 1980), deutsche Hockeynationalspielerin
- Weißenborn, Kurt, deutscher Fußballspieler
- Weissenborn, Martin (* 1984), deutscher Chemiker und Hochschullehrer
- Weißenborn, Theodor (1933–2021), deutscher Schriftsteller und EssayistTheodor Weißenborn (1933–2021)

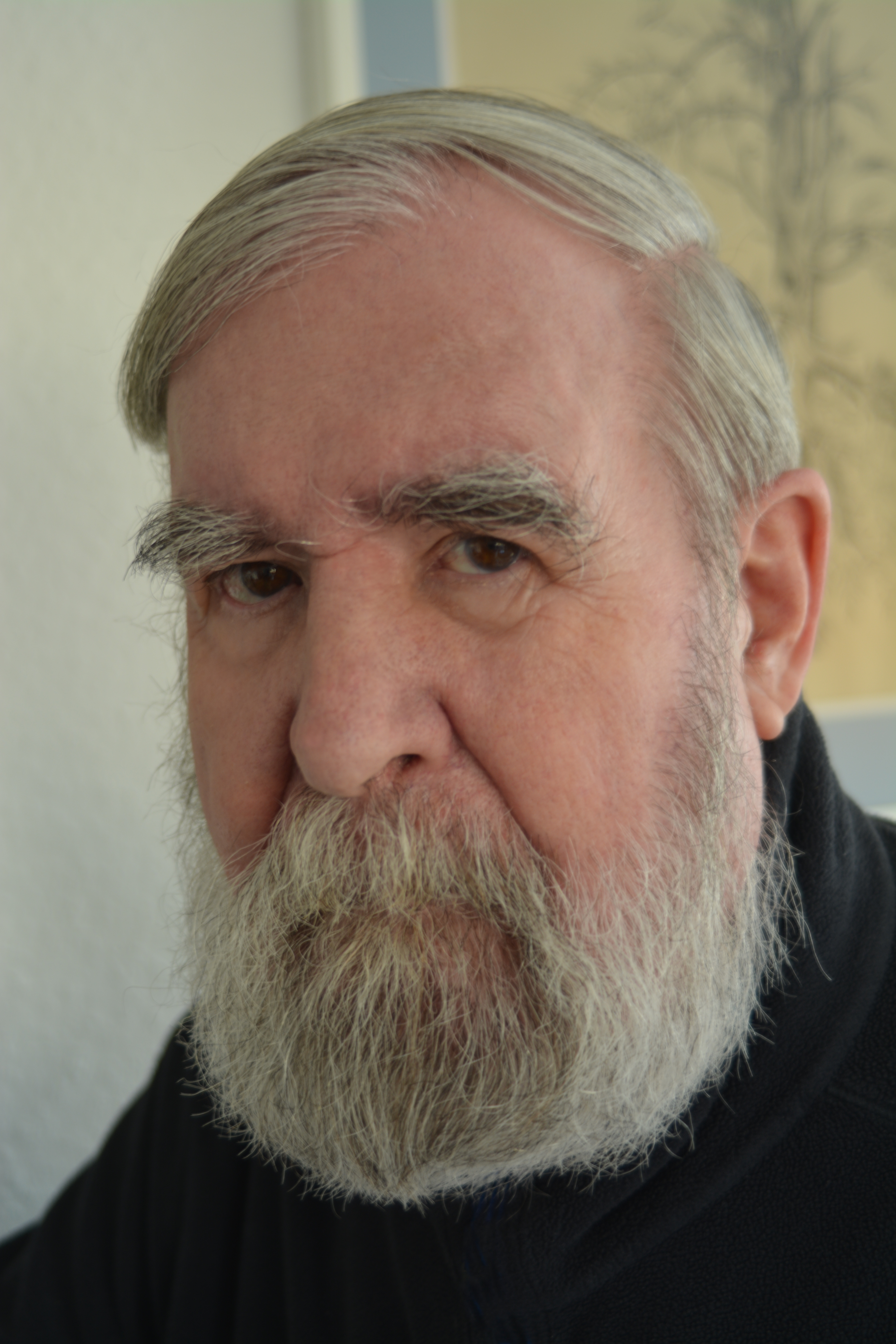
Theodor Weißenborn (1933–2021)

- Weissenborn, Thilly († 1964), niederländische Fotografin
- Weißenborn, Thomas (* 1968), deutscher evangelischer Theologe und Dozent am Marburger Bibelseminar
- Weißenborn, Tibor (* 1981), deutscher Hockeyspieler
- Weißenborn, Wilhelm (1803–1878), deutscher Theologe, Historiker, Philologe und Politiker
- Weißenborn, Wolfgang (* 1944), deutscher Fußballspieler im Bereich des DDR-Fußball-Verbandes
- Weissenbruch, August Karl Wilhelm (1744–1826), deutscher Enzyklopädist
- Weissenbruch, Jan (1822–1880), niederländischer Maler
- Weissenbruch, Johan Hendrik (1824–1903), niederländischer Maler
- Weißenburg, Martin von († 1508), Abt des Klosters Reichenau
- Weissenburger, Christian (1959–2024), österreichischer Jurist, interimistischer Präsident des Österreichischen Patentamtes
- Weißenburger, Klemens (1892–1919), russlanddeutscher römisch-katholischer Geistlicher und Märtyrer
- Weissenburger, Vinzenz (* 1980), deutscher Dirigent, Chorleiter und Diplom-Tonmeister
- Weißeneck, Ulrich von († 1372), Bischof von Seckau
- Weißenfeld, Anna Maria von (* 1642), deutsche Dichterin
- Weißenfeld, Johannes (* 1994), deutscher Ruderer
- Weißenfeld, Joseph (1848–1915), deutscher Politiker (Zentrum)
- Weißenfeldt, Lars (* 1980), deutscher Fußballspieler
- Weißenfels, Gertrud (* 1893), deutsche Politikerin (CDU), MdL Sachsen-Anhalt
- Weißenfels, Jesse (* 1992), deutscher Fußballspieler
- Weißenfels, Karin, Missbrauchsopfer aus dem Bistum Trier
- Weißenfels, Karl-Josef (1952–2024), deutscher Behindertensportler (Volleyball)
- Weißenfels, Kurt (1920–1998), deutscher Fußballspieler
- Weissengruber, Thomas (* 1977), österreichischer Schauspieler, Sprecher und Sänger
- Weißenhagen, Melchior (1849–1905), deutscher Geistlicher und Politiker (Zentrum), MdR
- Weissenhofer, Michele (* 1987), US-amerikanische Fußballspielerin
- Weissenkircher, Hans Adam (1646–1695), österreichischer Barockmaler, Hofmaler des Fürsten von Eggenberg in Graz
- Weißeno, Georg (* 1951), deutscher Politikwissenschaftler
- Weissenrieder, Annette (* 1967), deutsche evangelische Theologin
- Weißensee, Friedrich († 1622), deutscher Komponist und protestantischer Pfarrer zur Zeit der Spätrenaissance
- Weißensee, Katrin (* 1976), deutsche Diplom-Betriebswirtin und Künstlerin der Sandanimation
- Weissenstein, Albert von, Dominikaner, Ordenspriester
- Weissenstein, František (* 1899), tschechischer Opernsänger (Tenor) und Holocaustopfer
- Weissenstein, Heinz (1912–1996), US-amerikanischer Fotograf deutscher Herkunft
- Weissenstein, Rudi (1910–1992), israelischer Fotograf
- Weissensteiner, Alex (* 1974), italienischer Finanzwissenschaftler (Südtirol)
- Weissensteiner, Anton (1913–1987), österreichischer Politiker (NSDAP), Landtagsabgeordneter
- Weissensteiner, Friedrich (1927–2023), österreichischer Historiker und Autor
- Weißensteiner, Gerda (* 1969), italienische Rennrodlerin und Bobfahrerin
- Weissensteiner, Paul (* 1990), österreichischer Fußballspieler
- Weissensteiner, Raimund (1905–1997), österreichischer Priester und Komponist
- Weißensteiner, Richard (1902–1943), deutscher Widerstandskämpfer, Mitglied der Widerstandsgruppe Rote Kapelle
- Weissensteiner, Sonja (* 1981), italienische Moderatorin und Sängerin (Südtirol)Sonja Weissensteiner (* 1981)

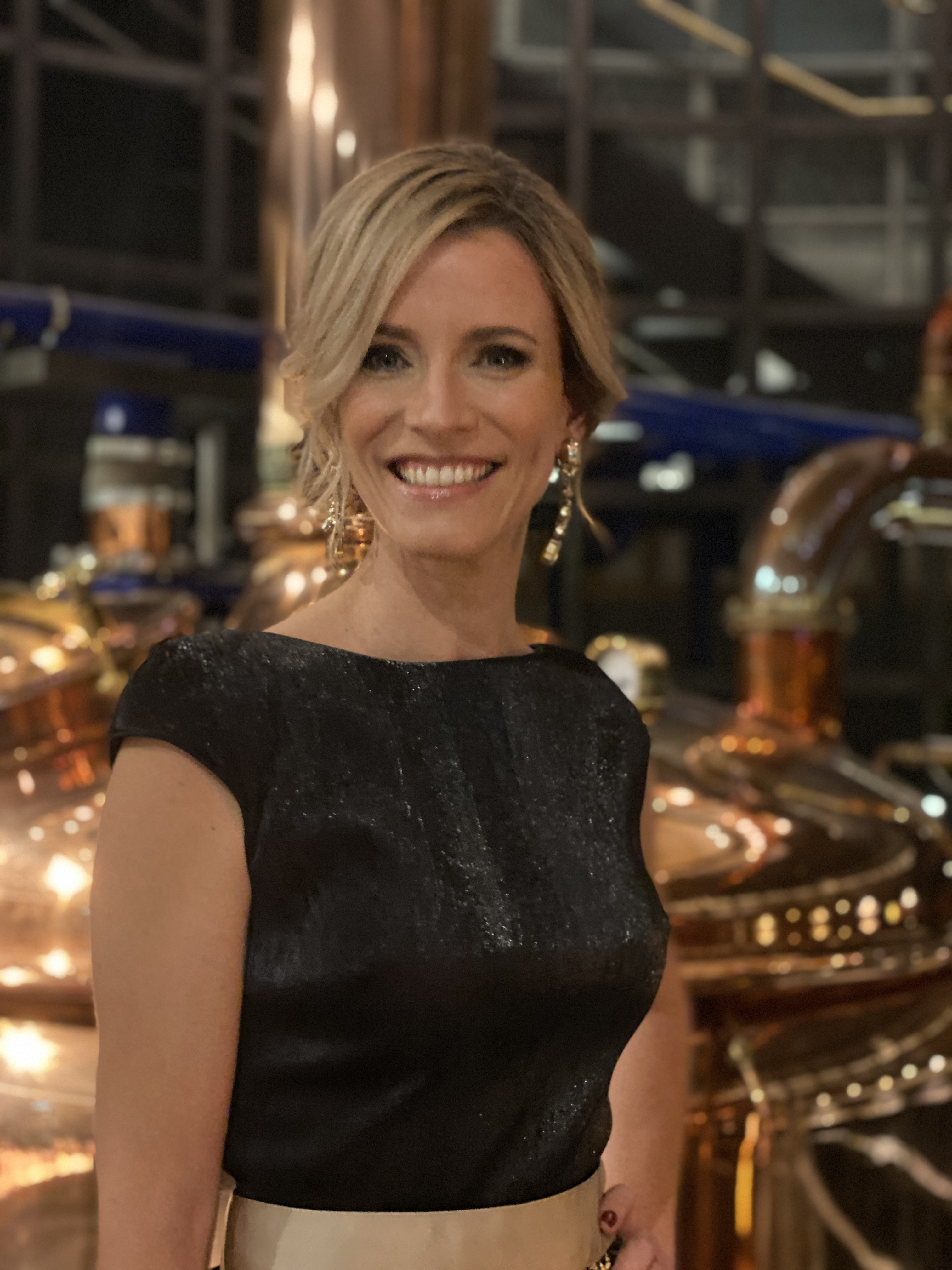
Sonja Weissensteiner (* 1981)

- Weißenthurn, Maximiliane von (1851–1931), österreichische Schriftstellerin, Essayistin und Übersetzerin
- Weißer Ewald, angelsächsischer Missionar in Westfalen und Märtyrer
- Weisser, Alfons (1931–2016), Schweizer Architekt und Künstler
- Weißer, Anja (* 1991), deutsche Eishockeyspielerin
- Weisser, Bernhard (* 1964), deutscher Numismatiker
- Weißer, Bettina, deutsche Rechtswissenschaftlerin und Hochschullehrerin
- Weisser, Burkhard (* 1960), deutscher Sportmediziner
- Weisser, Carl Gottlieb (1779–1815), deutscher Bildhauer
- Weisser, Franz (1885–1969), tschechoslowakischer Abgeordneter der deutschen Minderheit
- Weisser, Friedrich Christoph (1761–1836), deutscher Schriftsteller
- Weisser, Gerhard (1898–1989), deutscher Sozialwissenschaftler, Hochschullehrer, Politiker (SPD), Vorstandsvorsitzender der Friedrich-Ebert-Stiftung
- Weisser, Jens (* 1946), deutscher Schauspieler
- Weisser, Johann (1894–1951), deutscher Ingenieur, Architekt, Unternehmer und Politiker (DemP, FDP)
- Weißer, Johannes (1893–1954), deutscher Zeitungsredakteur und -verleger und Politiker (SPD), MdL Württemberg-Baden
- Weisser, Karl Ludwig (1823–1879), deutscher Lithograph und Kunstgelehrter
- Weisser, Katrin (* 1975), deutsche Schauspielerin
- Weisser, Kurth (* 1939), deutscher Fußballspieler (DDR)
- Weisser, Michael (* 1948), deutscher Medienkünstler und Autor
- Weisser, Morgan (* 1971), amerikanischer Schauspieler
- Weisser, Norbert (* 1946), deutscher SchauspielerNorbert Weisser (* 1946)

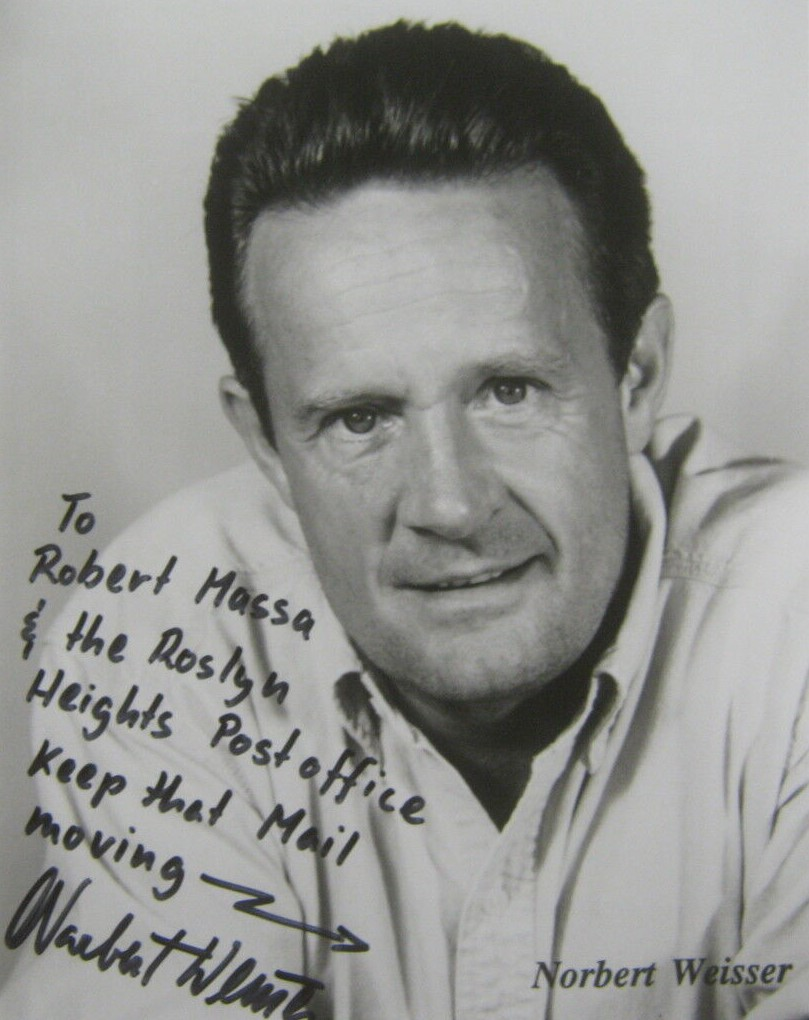
Norbert Weisser (* 1946)

- Weisser, Otto (* 1937), Schweizer Fotograf
- Weißer, Rudolf (1910–1981), deutscher Architekt
- Weißer, Sonja (* 2002), deutsche Schauspielerin
- Weisser, Theodor (1911–1997), deutscher Unternehmer
- Weisser, Ulrich (1938–2013), deutscher Militär, Leiter des Planungsstabes des Bundesministeriums der Verteidigung
- Weisser, Ursula (* 1948), deutsche Medizinhistorikerin
- Weisser, Wolfgang (* 1964), deutscher Biologe und Hochschullehrer
- Weisser-Lohmann, Elisabeth, deutsche Hochschullehrerin, Professorin für Philosophie
- Weisser-Roelle, Ursula (* 1952), deutsche Politikerin (Die Linke), MdL
- Weißermel, Franz (1862–1940), deutscher Verwaltungsjurist in Preußen
- Weissermel, Klaus (1922–1997), deutscher Chemiker und Manager
- Weissermel, Waldemar (1870–1943), deutscher Geologe und Paläontologe
- Weissert, Caecilie (* 1967), deutsche Kunsthistorikerin
- Weißert, Ernst (1905–1981), deutscher Waldorflehrer
- Weißert, Matthias (1932–2021), deutscher Pädagoge, Theaterautor und Schriftsteller
- Weissert, Otto (1903–1969), deutscher Theaterdirektor

### Weissf
- Weissfeld, Hans-Peter (* 1917), deutscher Schriftsteller
- Weißfloch, Albert (1910–1960), deutscher Elektrotechniker
- Weißflog, Heinz (* 1923), deutscher Fußballspieler
- Weißflog, Heinz (1952–2024), deutscher Kunstkritiker, Autor und Lyriker
- Weißflog, Jens (* 1964), deutscher SkispringerJens Weißflog (* 1964)

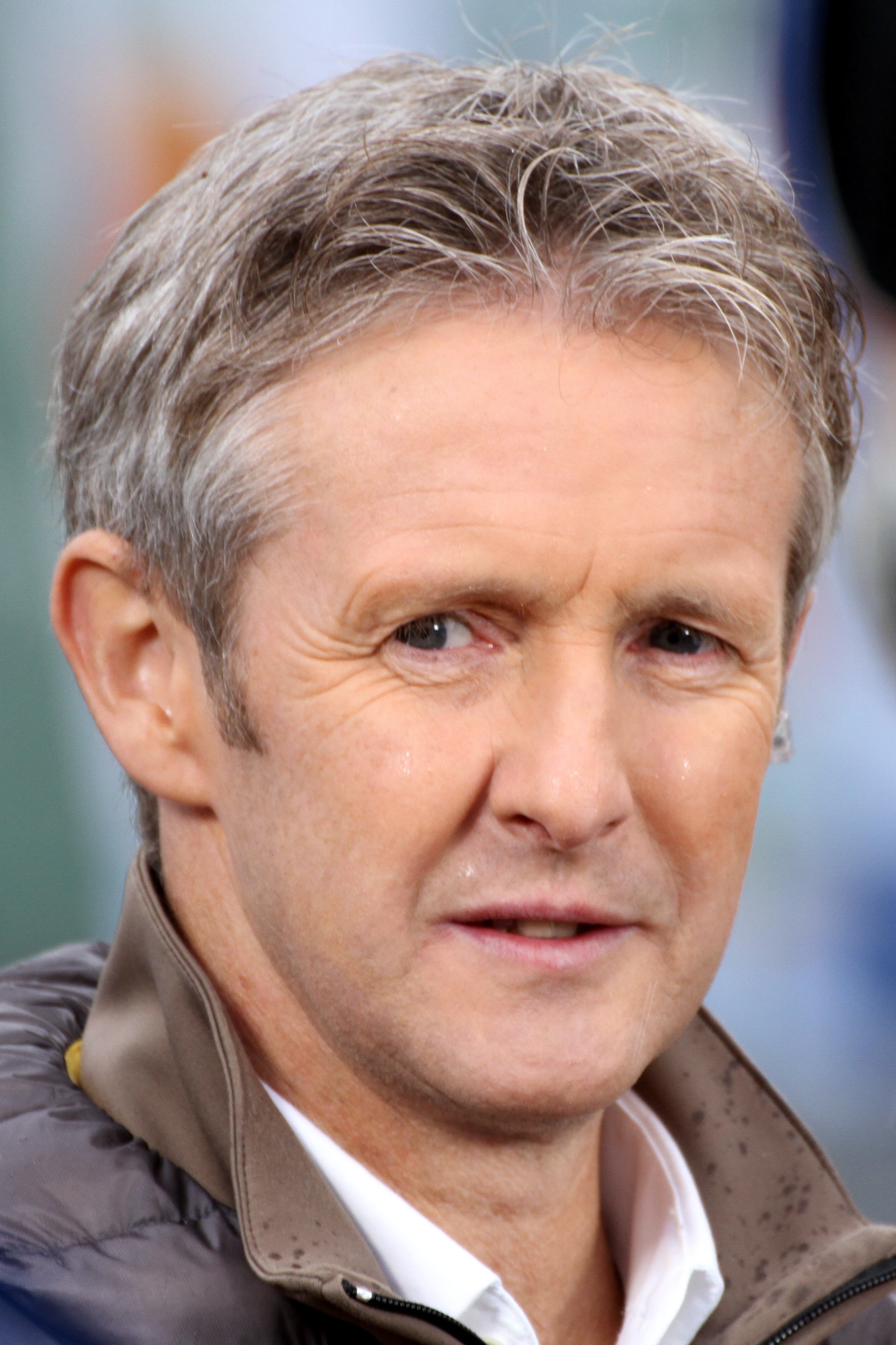
Jens Weißflog (* 1964)

- Weißflog, Jörg (* 1956), deutscher Fußballtorhüter
- Weissflog, Peter (* 1947), deutscher Regisseur, Autor und Drehbuchautor
- Weißflog, Peter (1953–2011), deutscher Journalist und Autor
- Weißflog, Roland (* 1933), deutscher Fußballspieler
- Weißflog, Sabine, deutsche Pflegewissenschaftlerin

### Weissg
- Weißgärber, Jens (* 1971), deutscher Fußballtorhüter
- Weissgärber, Wilfried (* 1941), österreichischer Landesfeuerwehrkommandant
- Weißgärber, Wilhelm (1925–2015), deutscher DBD-Funktionär, MdV
- Weißgatterer, Alfons (1898–1951), österreichischer Politiker (ÖVP) und Landeshauptmann von Tirol
- Weissgerber, Alain (* 1967), französischer Haubenkoch in Österreich
- Weißgerber, Andreas (1900–1941), österreichisch-ungarischer Geiger
- Weißgerber, Folker (1941–2007), deutscher Manager
- Weißgerber, Gerhard (1905–1937), deutscher Schachspieler
- Weißgerber, Gunter (* 1955), deutscher Politiker (SPD), MdV, MdB
- Weißgerber, Katharine (1818–1886), deutsche Ordensträgerin
- Weissgerber, Lars (* 1997), deutscher Handballspieler
- Weißgerber, Tycho (* 1952), deutscher Fechter und Olympiateilnehmer
- Weissglas, Immanuel (1920–1979), rumänischer Dichter
- Weißgrab, Gerhard (* 1952), österreichischer Präsident der Österreichischen Buddhistischen Religionsgesellschaft

### Weissh
- Weißhaar, Franz Bernhard (* 1933), deutscher Theologe, Professor der Akademie der Bildenden Künste München
- Weißhaar, Joseph (1814–1870), deutscher Gastwirt und Revolutionär
- Weißhaidinger, Lukas (* 1992), österreichischer Kugelstoßer und DiskuswerferLukas Weißhaidinger (* 1992)

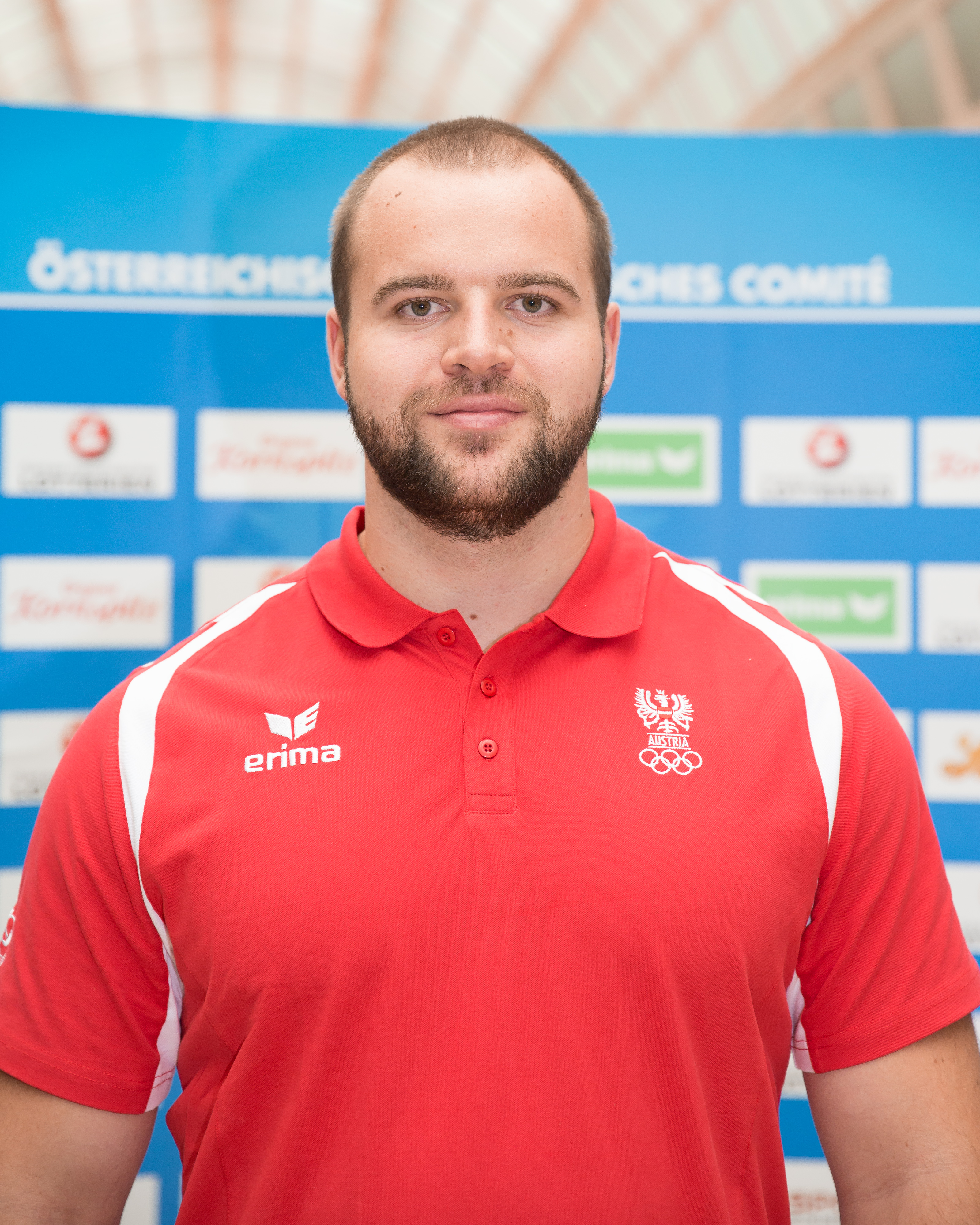
Lukas Weißhaidinger (* 1992)

- Weißhappel, Marie (1834–1898), österreichische Schauspielerin
- Weisshaupt, Brigitte (* 1939), deutsche Philosophin
- Weißhaupt, Fritz (1910–1984), deutscher Funktionär und Politiker (DBD)
- Weißhaupt, Horst (* 1949), deutscher Fußballspieler
- Weißhaupt, Jean Heinrich (1832–1894), deutscher Unternehmer, Mitglied des Provinziallandtages der Provinz Hessen-Nassau
- Weißhaupt, Johann Conrad (1659–1727), deutscher Orgelbauer
- Weißhaupt, Jörg (* 1949), deutscher Fußballspieler
- Weißhaupt, Josef (1863–1944), deutscher Landwirt und Politiker (Zentrum), Staatsrat, MdL
- Weisshaupt, Marc (* 1970), deutscher Radrennfahrer
- Weißhaupt, Marco (* 1972), deutscher Fußballspieler
- Weißhaupt, Noah (* 2001), deutscher FußballspielerNoah Weißhaupt (* 2001)

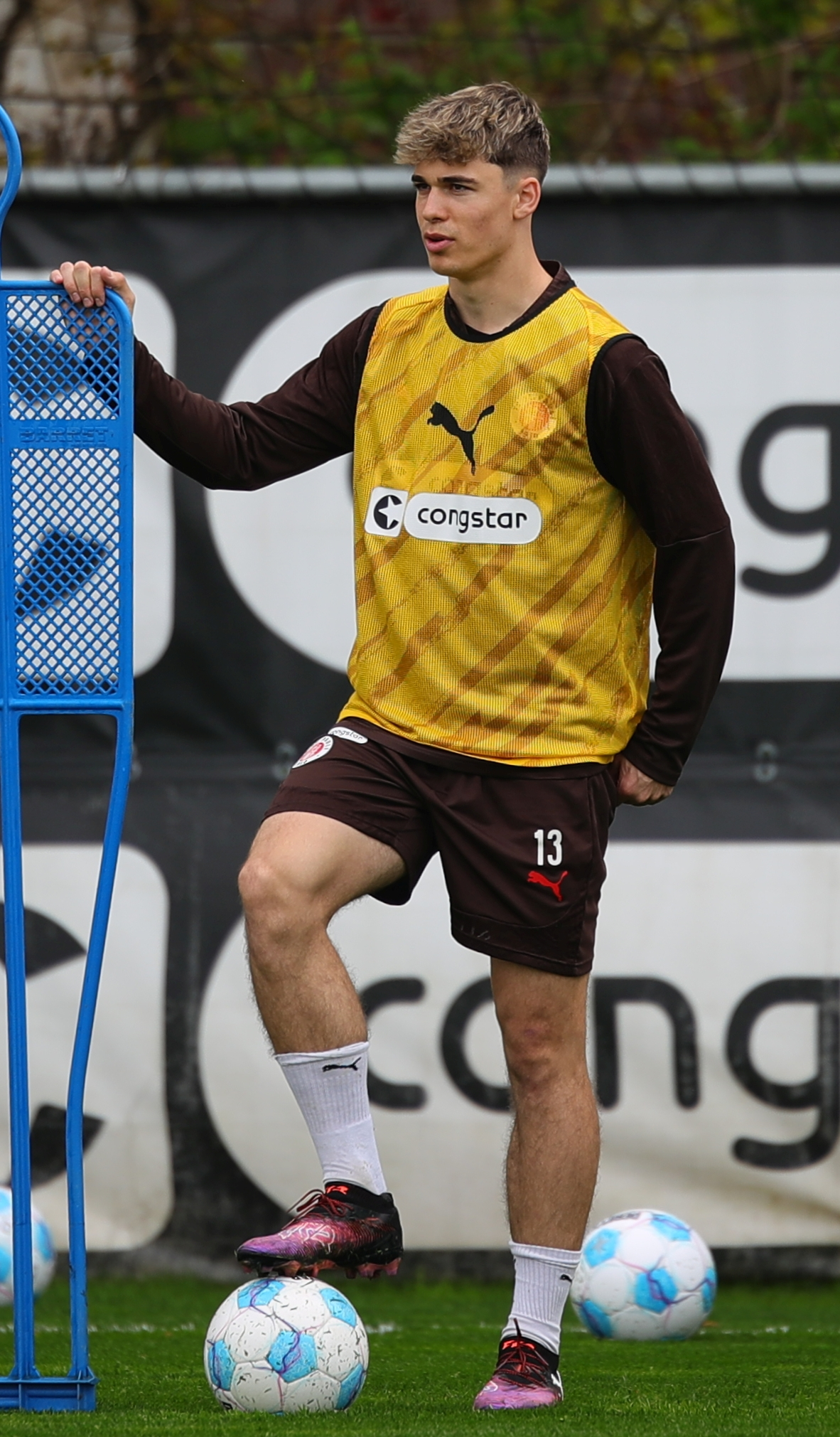
Noah Weißhaupt (* 2001)

- Weißhaupt, Norbert (* 1931), deutscher Fußballspieler
- Weisshaupt, Pamela (* 1979), Schweizer Ruderin
- Weißhaupt, Viktor (1848–1905), deutscher Maler
- Weißheimer, Johann (1797–1883), Gutsbesitzer, Politiker, Vater von Wendelin Weißheimer
- Weißheimer, Wendelin (1838–1910), deutscher Komponist und Kapellmeister
- Weißhuhn, Gernot (* 1943), deutscher Ökonom
- Weißhuhn, Reinhard (* 1951), deutscher Bürgerrechtler und Politiker (Initiative Frieden und Menschenrechte, Bündnis 90/Die Grünen)

### Weissi
- Weißich, Julius Martin (1824–1898), deutscher Jurist und Politiker (NLP), MdR
- Weißig, Christel (* 1945), deutsche Politikerin (parteilos, zuvor Freie Wähler/BMV, davor AfD)
- Weissig, Jörg († 2017), deutscher Rudertrainer
- Weissinger, Johannes (1913–1995), deutscher Mathematiker
- Weissinger, Patrick (* 1973), deutscher Wasserballspieler und -trainer
- Weissinger, René (* 1978), deutscher Radrennfahrer
- Weissinger, Roland (* 1952), deutscher Radrennfahrer

### Weissk
- Weißker, Albrecht (1817–1898), deutscher Jurist und Politiker, MdL
- Weißker, Heinrich (* 1854), deutscher Bürgermeister und Politiker, MdL
- Weißker, Herman (1808–1860), deutscher Richter und Politiker, MdL
- Weißker, Moritz (1814–1860), deutscher Gerbermeister und Politiker, MdL
- Weißker, Otto (1808–1865), deutscher Jurist und Politiker, MdL
- Weißkind, Josef (1914–1977), österreichischer Politiker (SPÖ), Landtagsabgeordneter
- Weißkirchen, Florian (* 1998), deutscher Floorballspieler
- Weisskirchen, Gert (* 1944), deutscher Politiker (SPD), MdBGert Weisskirchen (* 1944)

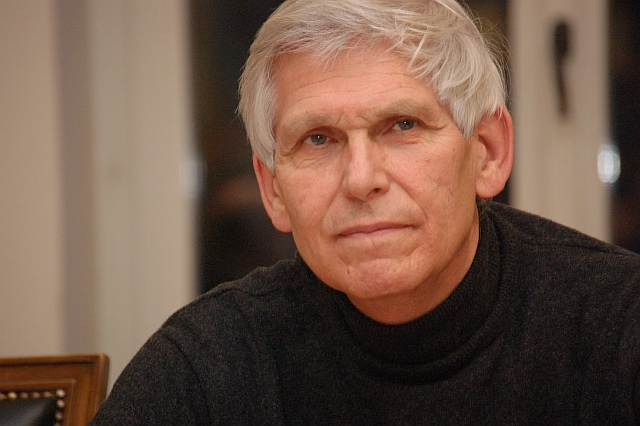
Gert Weisskirchen (* 1944)

- Weißkirchen, Max (* 1996), deutscher Badmintonspieler
- Weißkircher, Florian (* 1986), österreichischer Eishockeytorwart
- Weißkircher, Margarete, Lebensgefährtin des Grafen Philipp I. von Hanau-Münzenberg
- Weisskopf, Adam (1533–1605), Titularbischof von Nicopolis und Weihbischof in Breslau
- Weisskopf, Adolf (1899–1989), Schweizer Bildhauer und Kunstpädagoge
- Weisskopf, Dan (* 1989), Schweizer Eishockeyspieler
- Weisskopf, Dieter (* 1955), Schweizer Manager
- Weißkopf, Friedrich (1937–2009), deutscher Geschäftsführer und Politiker (CSU), MdL Bayern
- Weißkopf, Gustav (1874–1927), deutsch-US-amerikanischer FlugpionierGustav Weißkopf (1874–1927)

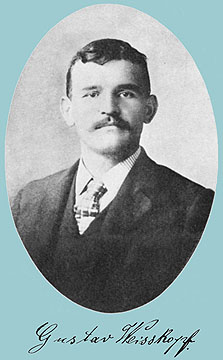
Gustav Weißkopf (1874–1927)

- Weißkopf, Henry (* 1935), deutscher Fußballspieler
- Weißkopf, Markus, Wissenschaftskommunikator
- Weisskopf, Martin (* 1942), US-amerikanischer Astrophysiker
- Weisskopf, Toni (* 1965), US-amerikanischer Science-Fiction-Autor
- Weisskopf, Victor (1908–2002), österreichisch-US-amerikanischer Physiker
- Weisskopf, Walter Albert (1904–1991), österreichisch-amerikanischer Ökonom
- Weisskopf, Wolfgang (* 1959), deutscher Politiker (CDU), MdL

### Weissl
- Weissleder, Manfred (1928–1980), deutscher Unternehmer, Gründer des Hamburger Star-Club
- Weißleder, Manfred (* 1939), deutscher Radsportler (DDR)
- Weißleder, Ralf (* 1962), deutscher Künstler
- Weißler, Adolf (1855–1919), deutscher Jurist, Notar und Rechtsanwalt
- Weißler, Friedrich (1891–1937), deutscher Jurist
- Weißler, Sabine (* 1958), deutsche Politikerin in Berlin (Alternative Liste, Bündnis 90/Die Grünen), MdA
- Weissling, Heinrich (1923–2017), deutscher Übersetzer und Lexikograf

### Weissm
- Weissmahr, Béla (1929–2005), ungarischer Philosoph
- Weissman, Adriaan Willem (1858–1923), niederländischer Architekt
- Weissman, Arnold (* 1955), deutscher Wirtschaftswissenschaftler und Hochschullehrer
- Weissman, Drew (* 1959), US-amerikanischer Immunologe
- Weissman, Irving L. (* 1939), US-amerikanischer Mediziner
- Weissman, Jeffrey (* 1958), US-amerikanischer Schauspieler
- Weissman, Jonathan, US-amerikanischer Biochemiker
- Weissman, Malina (* 2003), US-amerikanische Kinderdarstellerin und Model
- Weissman, Samuel I. (1912–2007), US-amerikanischer Physikochemiker
- Weissman, Shon (* 1996), israelischer FußballspielerShon Weissman (* 1996)

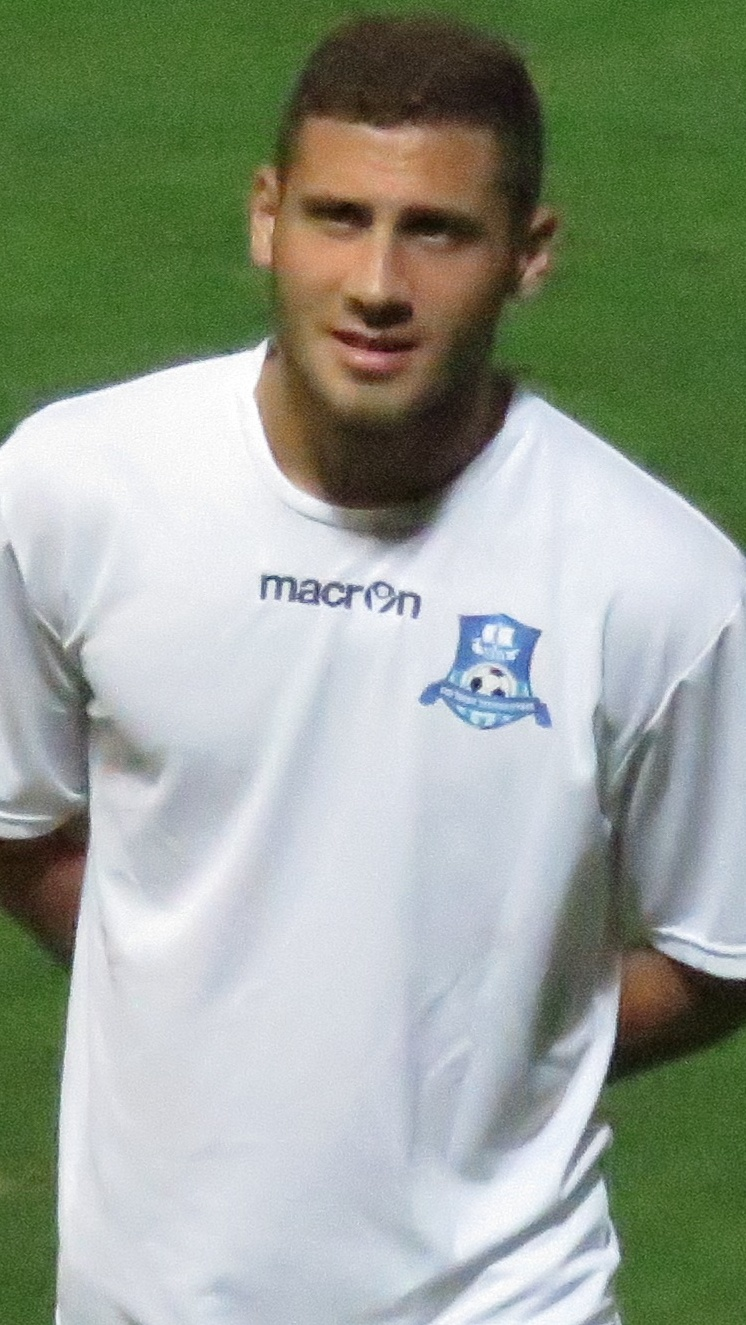
Shon Weissman (* 1996)

- Weissman, Stephen (* 1937), US-amerikanischer Psychiater, Psychoanalytiker und Autor
- Weissmandl, Chaim Michael Dov (1903–1957), ungarischer Rabbiner
- Weißmann, Adolf (1873–1929), deutscher Musikkritiker
- Weißmann, Anton (1871–1945), deutscher Journalist und Politiker
- Weissmann, Charles (* 1931), Schweizer MolekularbiologeCharles Weissmann (* 1931)

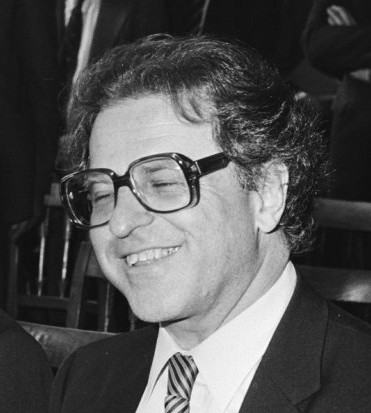
Charles Weissmann (* 1931)

- Weissmann, Chiel (1883–1974), österreichisch-schweizerischer Kaufmann, Filmproduzent und Filmverleiher
- Weißmann, Christian Eberhard (1677–1747), deutscher evangelischer Geistlicher, Theologe und Hochschullehrer
- Weissmann, Eugen (1892–1951), deutscher General der Flakartillerie im Zweiten Weltkrieg
- Weissmann, Franz (1911–2005), austro-brasilianischer Bildhauer
- Weissmann, Frieder (1893–1984), deutscher Dirigent und Komponist
- Weissmann, Gottlieb (1798–1859), deutscher Fossiliensammler und Apotheker
- Weißmann, Karlheinz (* 1959), deutscher Historiker und Publizist der Neuen Rechten
- Weißmann, Klaus (* 1968), deutscher Dokumentarfilmer und Regisseur für Naturfilme
- Weissmann, Lasar († 2016), Künstlername des ukrainischen Künstlers Volodymyr Mikhalchuk
- Weissmann, Maria Luise (1899–1929), deutsche Lyrikerin
- Weissmann, Mariana (* 1933), argentinische Physikerin und Hochschullehrerin
- Weissmann, Mike (* 1969), deutscher Radrennfahrer
- Weißmann, Nico (* 1980), deutscher Fußballspieler
- Weissmann, Ondřej (* 1959), tschechischer Eishockeyspieler und -trainer
- Weißmann, Robert (1907–1974), deutscher SS-Sturmbannführer und KZ-Kommandant
- Weißmann, Roland (* 1968), österreichischer Rundfunkmanager
- Weißmann, Tim (* 1997), deutscher Fußballspieler
- Weißmann, Walther (1914–2002), österreichischer Politiker (ÖVP), Abgeordneter zum Nationalrat
- Weißmann, Wilhelm (1856–1937), deutscher Politiker
- Weissmann-Klein, Gerda (1924–2022), polnisch-amerikanische Holocaust-Überlebende, Autorin
- Weißmantel, Christian (1931–1987), deutscher Physiker
- Weißmantel, Heinz (1934–2024), deutscher Elektroingenieur und Hochschullehrer
- Weissmüller, Andreas (1882–1950), deutscher Jurist und Ministerialbeamter
- Weißmüller, Ignaz (1811–1862), Oberbürgermeister der Stadt Fulda
- Weissmuller, Johnny (1904–1984), US-amerikanischer Schwimmer, Wasserballspieler und FilmschauspielerJohnny Weissmuller (1904–1984)

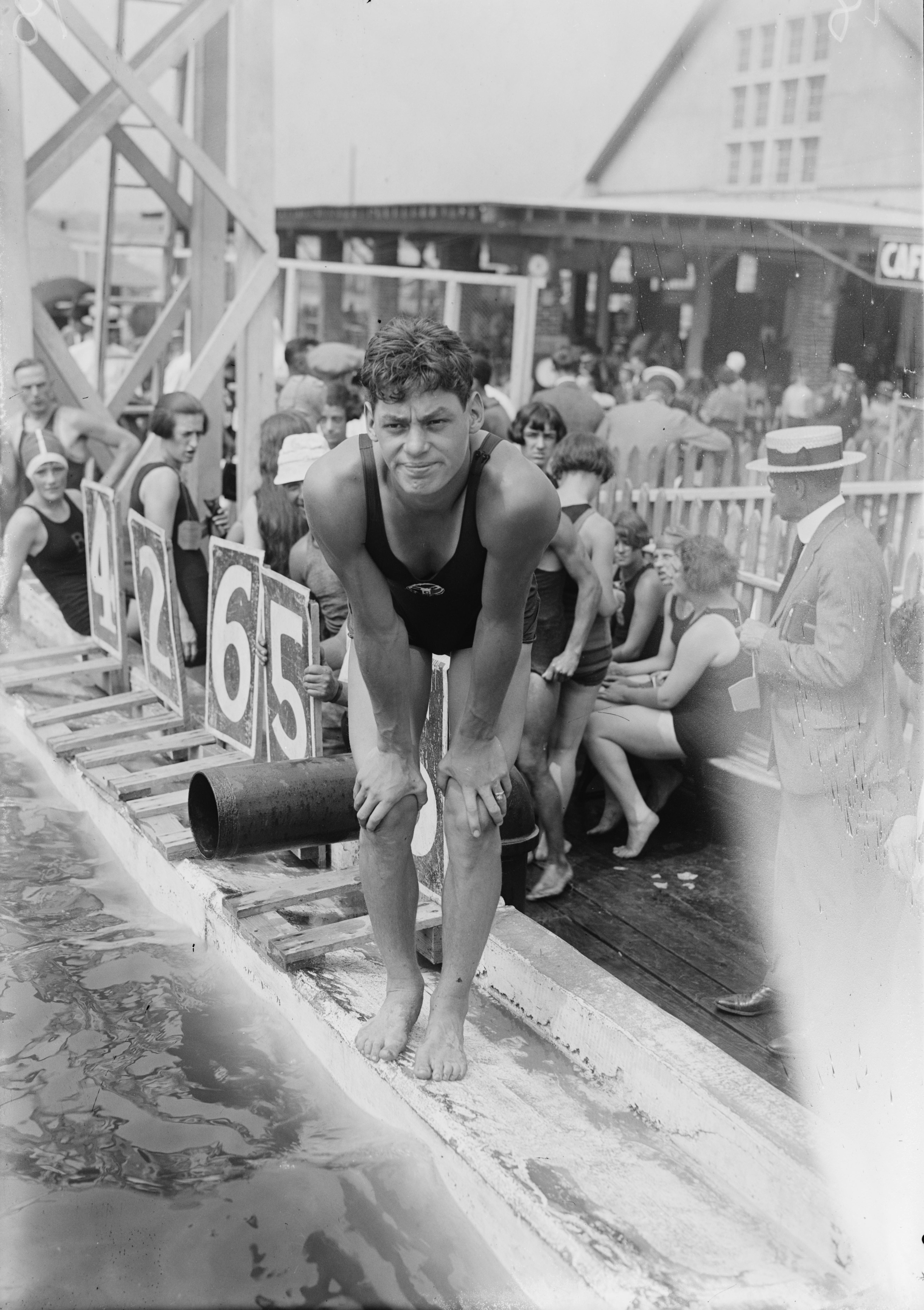
Johnny Weissmuller (1904–1984)

- Weissmuller, Johnny Jr. (1940–2006), US-amerikanischer Schauspieler und Autor
- Weißmüller, Wolfgang (1950–2005), deutscher Prähistoriker

### Weissn
- Weissner, Carl (1940–2012), deutscher Schriftsteller, literarischer Übersetzer und Herausgeber
- Weissner, Hilde (1909–1987), deutsche SchauspielerinHilde Weissner (1909–1987)

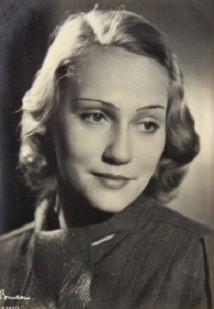
Hilde Weissner (1909–1987)

### Weissp
- Weißpflog, Falko (* 1954), deutscher Skispringer
- Weißpflog, Roland (* 1942), deutscher Nordischer Kombinierer
- Weißpflug, Maike (* 1978), deutsche Politikwissenschaftlerin und Autorin
- Weißpriach, Ulrich von († 1503), Kärntner Landeshauptmann

### Weisss
- Weißsteiner, Remigius (1843–1913), Propst des Klosters Neustift

### Weisst
- Weisstein, Eric (* 1969), US-amerikanischer Astronom und Enzyklopädist der Mathematik
- Weisstein, Gotthilf (1852–1907), deutscher Journalist, Schriftsteller und Bibliophiler
- Weisstein, Naomi (1939–2015), US-amerikanische Psychologin und Neurowissenschaftlerin
- Weissteiner, Silvia (* 1979), italienische Langstreckenläuferin
- Weißthanner, Josef (1901–1971), deutscher römisch-katholischer Geistlicher

### Weissw
- Weißwange, Fritz (1870–1916), deutscher Mediziner
- Weißwange, Max (1864–1929), deutscher Verwaltungsjurist
- Weissweiler, Eva (* 1951), deutsche Schriftstellerin